# Szerecsenlepke
A szerecsenlepke (Erebia) a rovarok (Insecta) osztályának lepkék (Lepidoptera) rendjébe, ezen belül a tarkalepkefélék (Nymphalidae) családjába tartozó nem.

## Tudnivalók
A szerecsenlepkék neméből Európában mintegy 28 faj fordul elő, választékukat alfajok is szép számban gazdagítják. A Földön körülbelül 100 faj él. A szerecsenlepkéket legbiztosabban szárnyereik hólyagszerűen felfújt tövéről ismerhetjük fel. A szárnyak sötét színe az állat erősebb felmelegedését segíti. Rossz időjárás esetén a hegyekben élő szerecsenlepkék összehajtott szárnnyal ülnek a kaszálórétek füvében. Ha előbukkan a nap, kiterjesztik szárnyukat, szó szerint „felszívják” a meleget, és repülnek, amíg a nap újra el nem tűnik. A magashegységekben élő fajok fejlődése nemritkán két évig tart. A hernyók orsó alakúak, többnyire éjszaka táplálkoznak; számos faj bizonyos füvekhez ragaszkodik. Sok fajt nehezen lehet megkülönböztetni egymástól.

## Rendszerezés
A nembe az alábbi fajok és alfajok tartoznak:
- Erebia aethiopella (Hoffmannsegg, 1806)
- közönséges szerecsenlepke (Erebia aethiops)
- Erebia ajanensis Ménétriés, 1857
- Erebia alberganus
- Erebia alcmena Grum-Grshimailo, 1891
- Erebia alini
- Erebia anyuica Kurenzov, 1966
- Erebia arctica R.Poppius, 1906
- Erebia atramentaria O.Bang-Haas, 1927
- Erebia calcaria Lorkovic, 1949
- Erebia callias Edwards, 1871
  - Erebia (callias) altajana Staudinger, 1901
  - Erebia (callias callias
  - Erebia (callias) sibirica Staudinger, 1881
  - Erebia (callias) simulata Warren, 1933
- Erebia cassioides (Reiner & Hohenwarth, 1792)
  - Erebia (cassioides) arvernensis Oberthür 1908
  - Erebia (cassioides) carmenta Fruhstorfer, 1907
  - Erebia (cassioides) macedonica Buresch, 1918
- Erebia christi
- Erebia claudina
- Erebia cyclopius (Eversmann, 1844)
- Erebia dabanensis Erschoff, 1871
- Erebia disa
- Erebia discoidalis Kirby, 1837
- Erebia dromulus Staudinger, 1901
- Erebia edda Ménétriés, 1851
- Erebia embla
- Erebia epiphron
- Erebia epipsodea Butler, 1868
- Erebia epistgyne
- Erebia erinnyn Warren, 1932
- Erebia eriphyle
- Erebia eugenia Churkin, 2000
- Erebia euryale
- Erebia fasciata Butler, 1868
- Erebia flavofasciata
- Erebia fletcheri Elwes, 1899
- selymes szerecsenlepke (Erebia gorge)
- Erebia gorgone
- Erebia graucasica Jachontov, 1909
- Erebia haberhaueri Staudinger, 1881
- Erebia hewitsoni Lederer, 1864
- Erebia hispania Butler, 1868
- Erebia inuitica Wyatt, 1966
- Erebia iranica Grum-Grshimailo, 1895
- Erebia jeniseiensis Trybom, 1877
- Erebia kalmuka Alphéraky, 1881
- Erebia kefersteini (Eversmann, 1851)
- Erebia kindermanni Staudinger, 1881
- Erebia kozhantshikovi Sheljuzhko, 1925
- Erebia lafontainei
- Erebia lefebvrei (Boisduval, [1828])
- fehércsíkú szerecsenlepke (Erebia ligea)
- Erebia mackinleyensis
- Erebia magdalena Strecker, 1880
- Erebia mancinus Doubleday, [1849]
- Erebia manto
- Erebia maurisius Lukhtanov & Lukhtanov, 1994 (lehet, hogy ez Erebia brimo (Böber, 1809))
- tavaszi szerecsenlepke (Erebia medusa)
- Erebia melampus (Fuessli, 1775)
- Erebia melancholica Herrich-Schäffer, [1846]
- Erebia melas
- Erebia meolans
- Erebia meta Staudinger, 1886
- Erebia mnestra
- Erebia montana
- Erebia neoridas
- Erebia neriene (Böber, 1809)
- Erebia niphonica Janson, 1877
- Erebia nivalis Lorkovic & Lesse, 1954
- Erebia occulta Roos & Kimmich, 1983
- Erebia ocnus (Eversmann, 1843)
- Erebia oeme
- Erebia orientalis Elwes, 1900
- Erebia ottomana Herrich-Schäffer, [1851]
  - Erebia (ottomana) benacensis Warren 1933
- Erebia palarica Chapman, 1905
- Erebia pandrose (Borkhausen, 1788)
- Erebia pawlowskii Ménétriés, 1859
- Erebia pharte
- Erebia pluto
- Erebia polaris
- Erebia progne Grum-Grshimailo, 1890
- Erebia pronoe
- Erebia radians Staudinger, 1886
- Erebia rhodopensis Nicholl, 1900
- Erebia rondoui Oberthür 1908 (korábban E. cassioides)
- Erebia rossii Curtis, 1835
- Erebia rurigena
- Erebia sachaensis Dubatolov, 1992
- Erebia scipio
- Erebia serotina Descimon & de Lesse, 1953
- Erebia sibo (Alphéraky, 1881)
- Erebia sokolovi Lukhtanov, 1990
- Erebia sthennyo Graslin, 1850
- Erebia stubbendorfii Ménétriés, 1846
- Erebia stirius
- Erebia styx (Freyer, 1834)
- Erebia sudetica
- Erebia theano (Tauscher, 1806)
- Erebia tianschanica
- Erebia transcaucasica Warren, 1950 (korábban E. graucasica)
- Erebia triarius
- Erebia troubridgei
- Erebia turanica Erschoff, [1877]
- Erebia tyndarus
- Erebia usgentensis
- Erebia vidleri Elwes, 1898
- Erebia wanga Bremer, 1864
- Erebia youngi Holland, 1900
- Erebia zapateri

## Erebia-fajok összehasonlítására

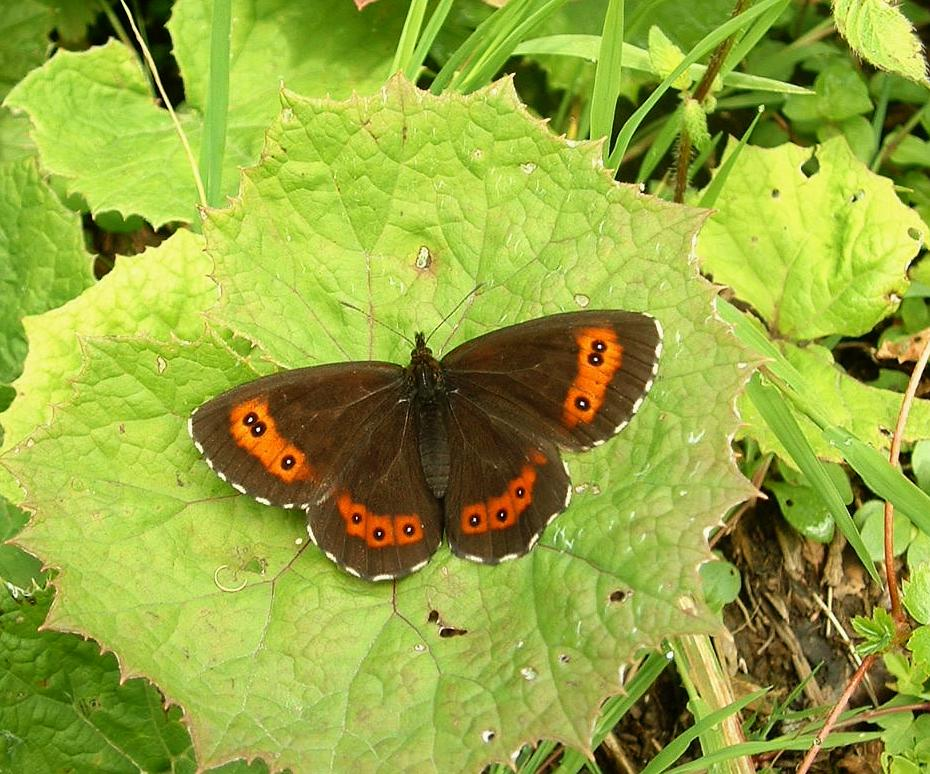
Erebia ligea
Erebia ligea ♀
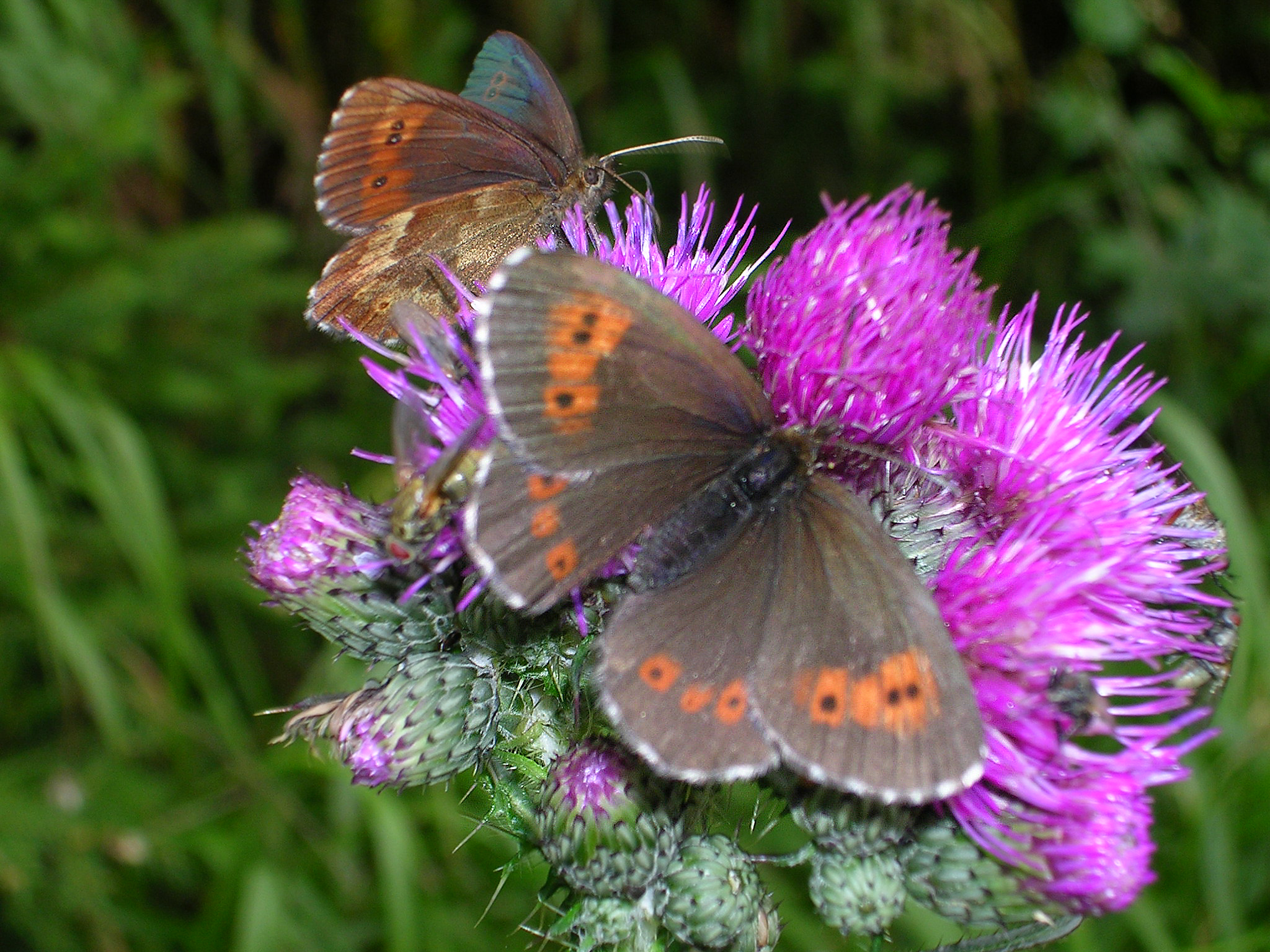
Erebia euryale
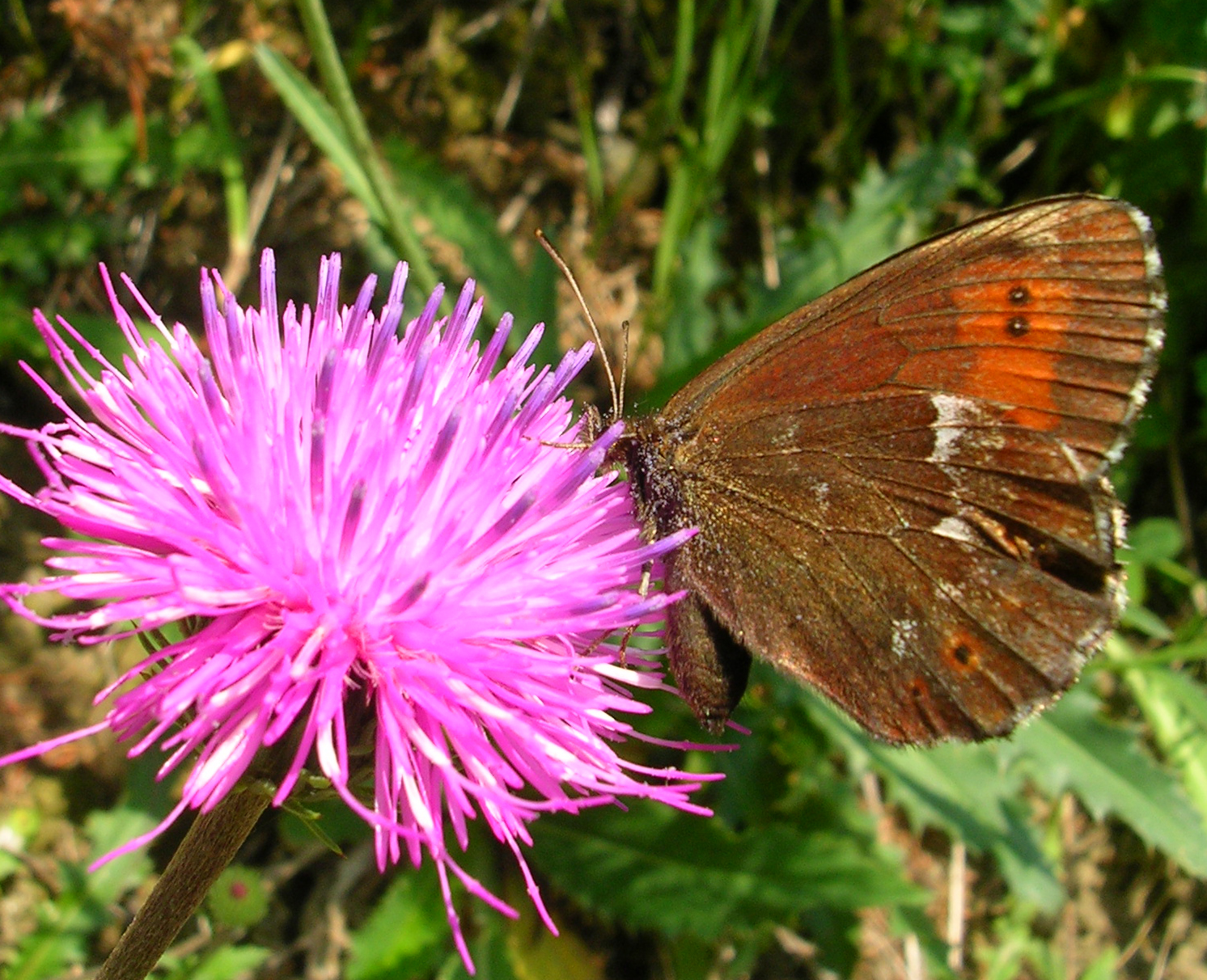
Erebia euryale
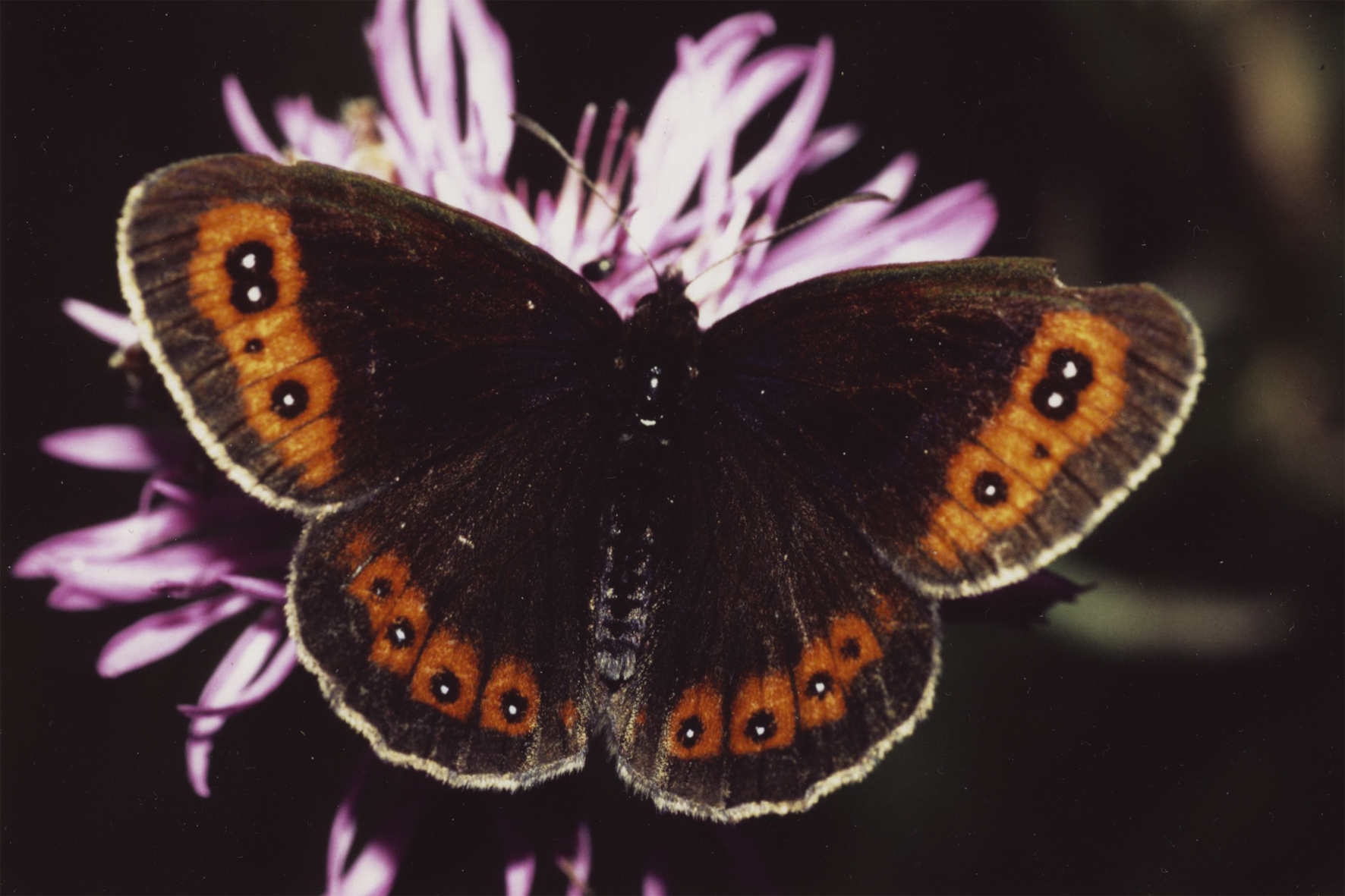
Erebia aethiops
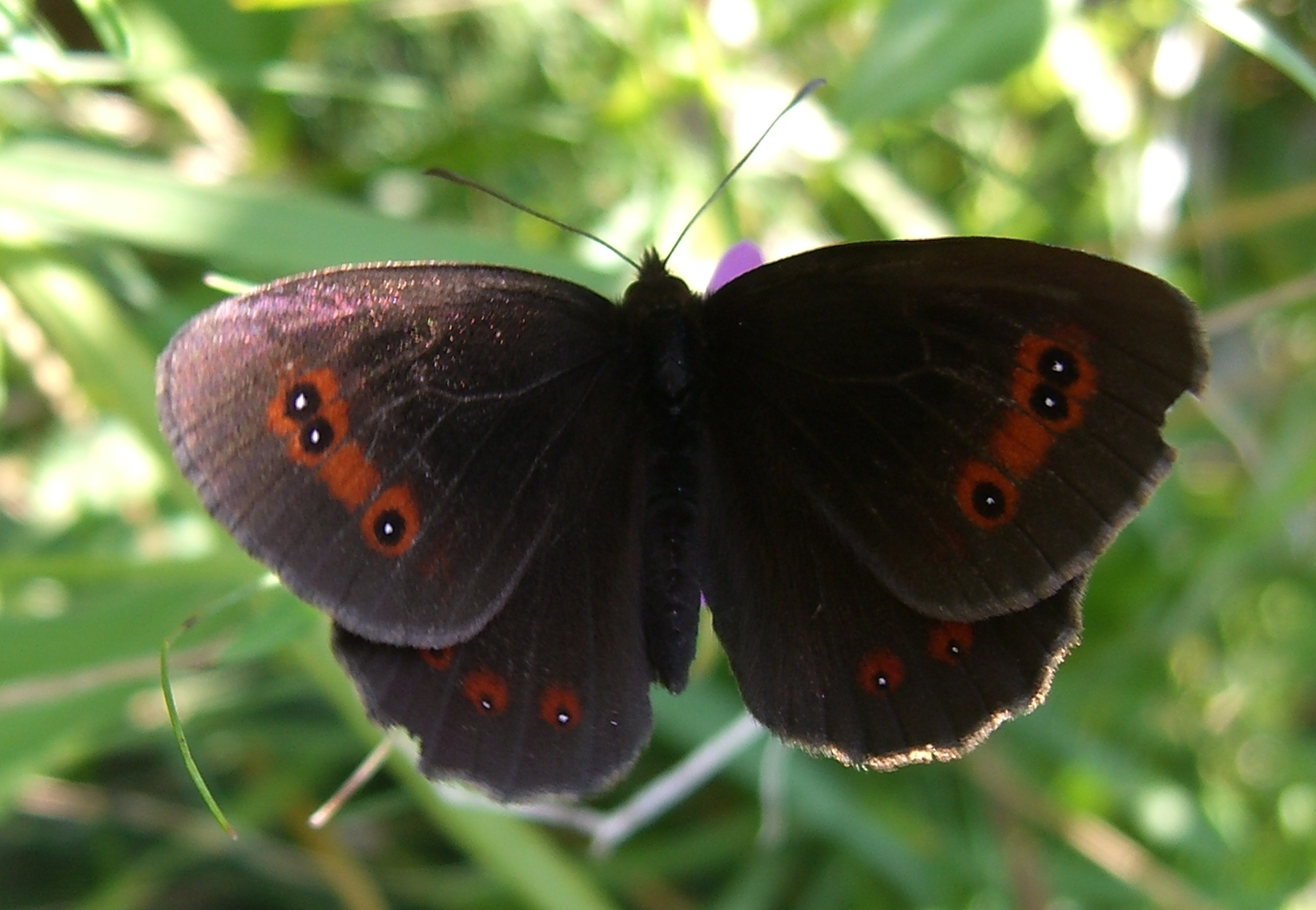
Erebia aethiops
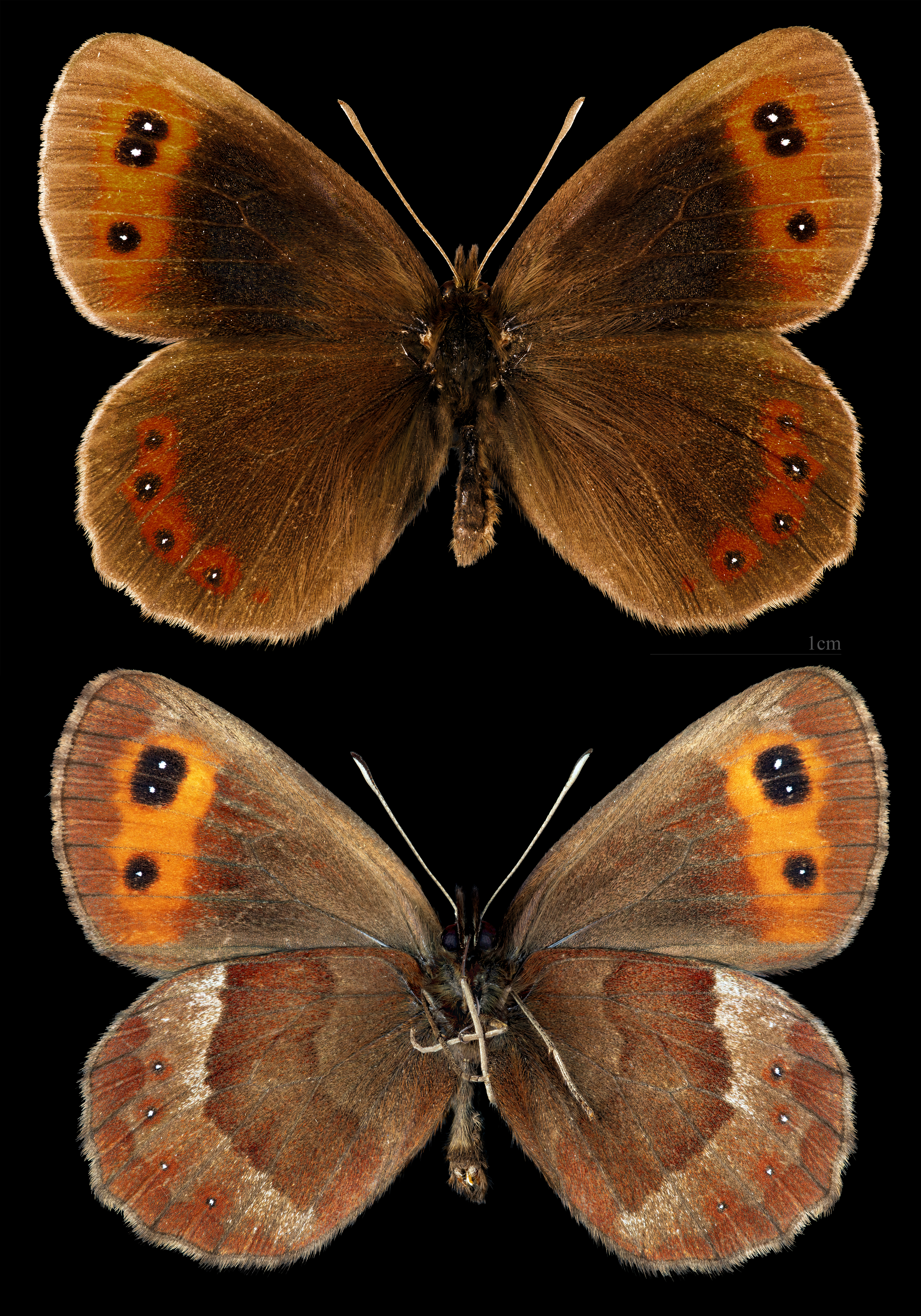
Erebia aethiops  ♂
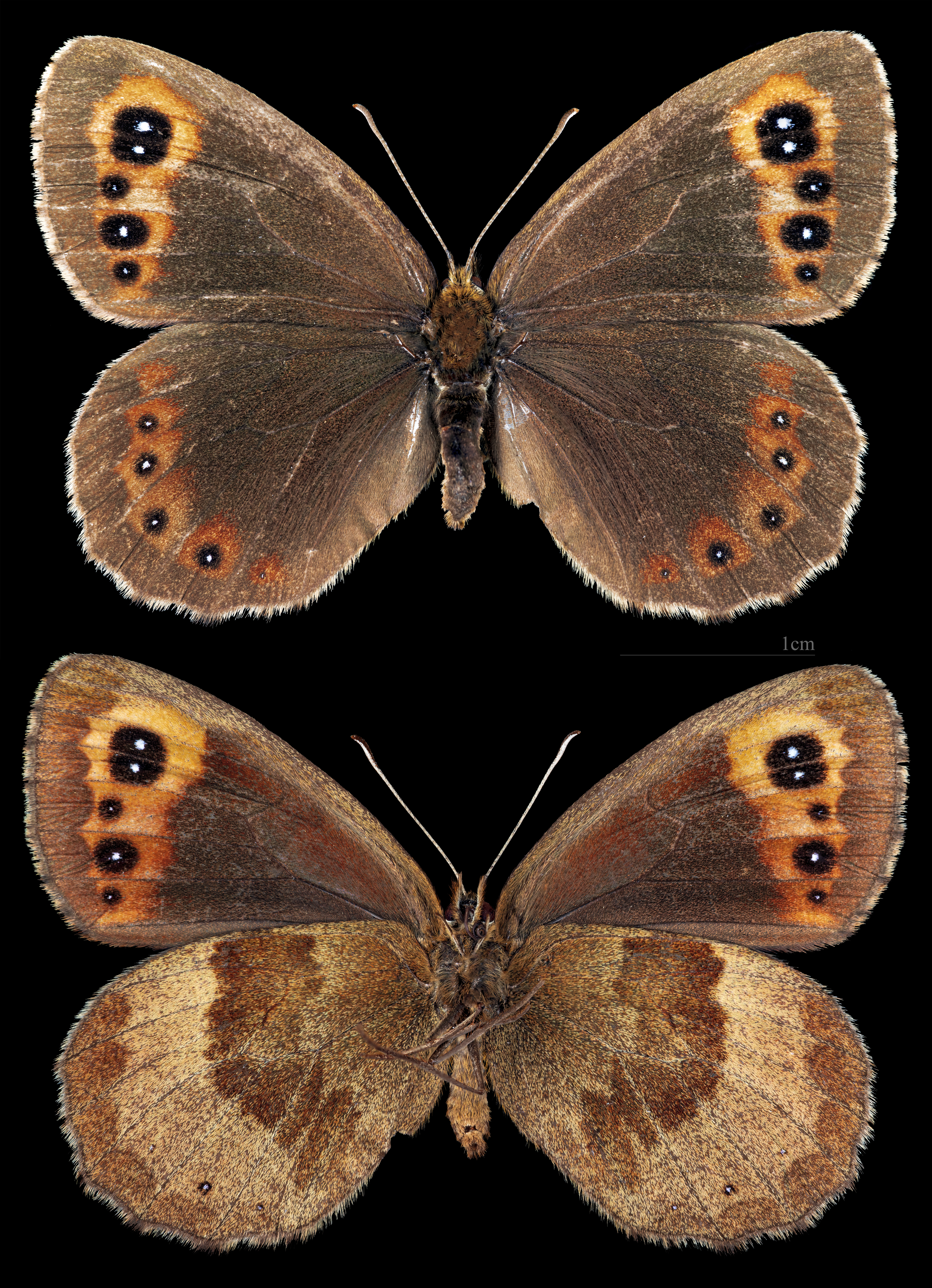
Erebia aethiops  ♀
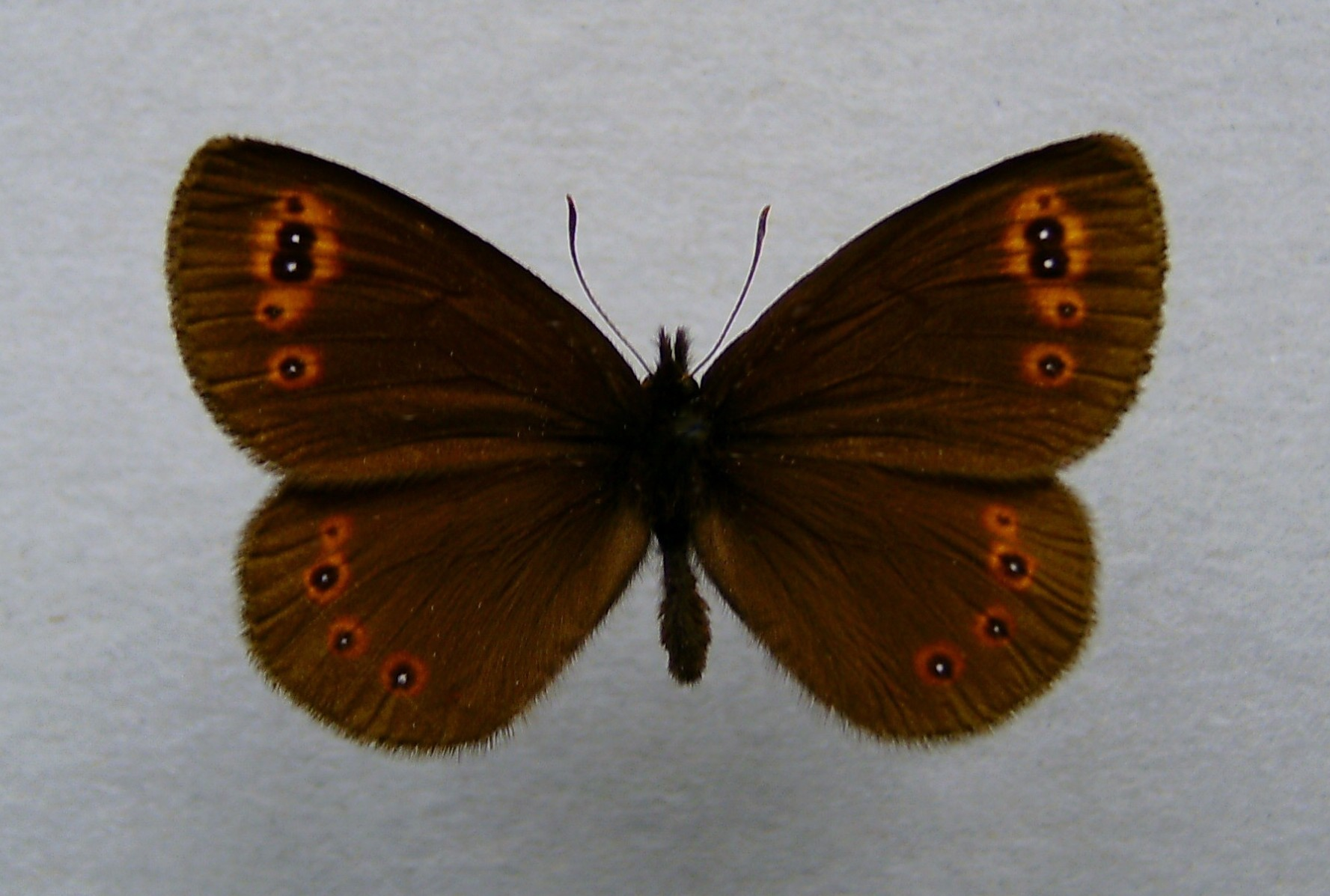
Erebia medusa ♂
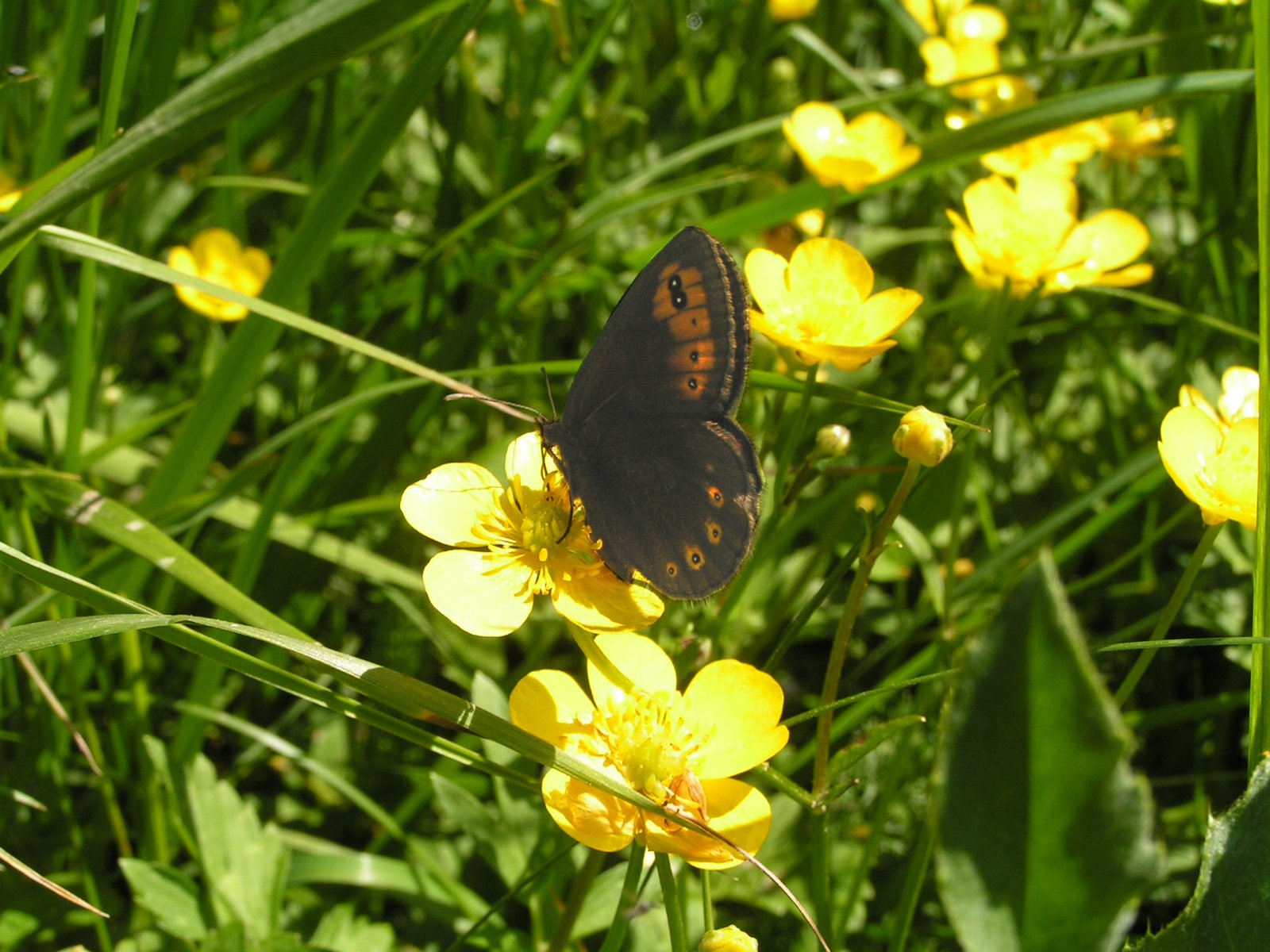
Erebia medusa
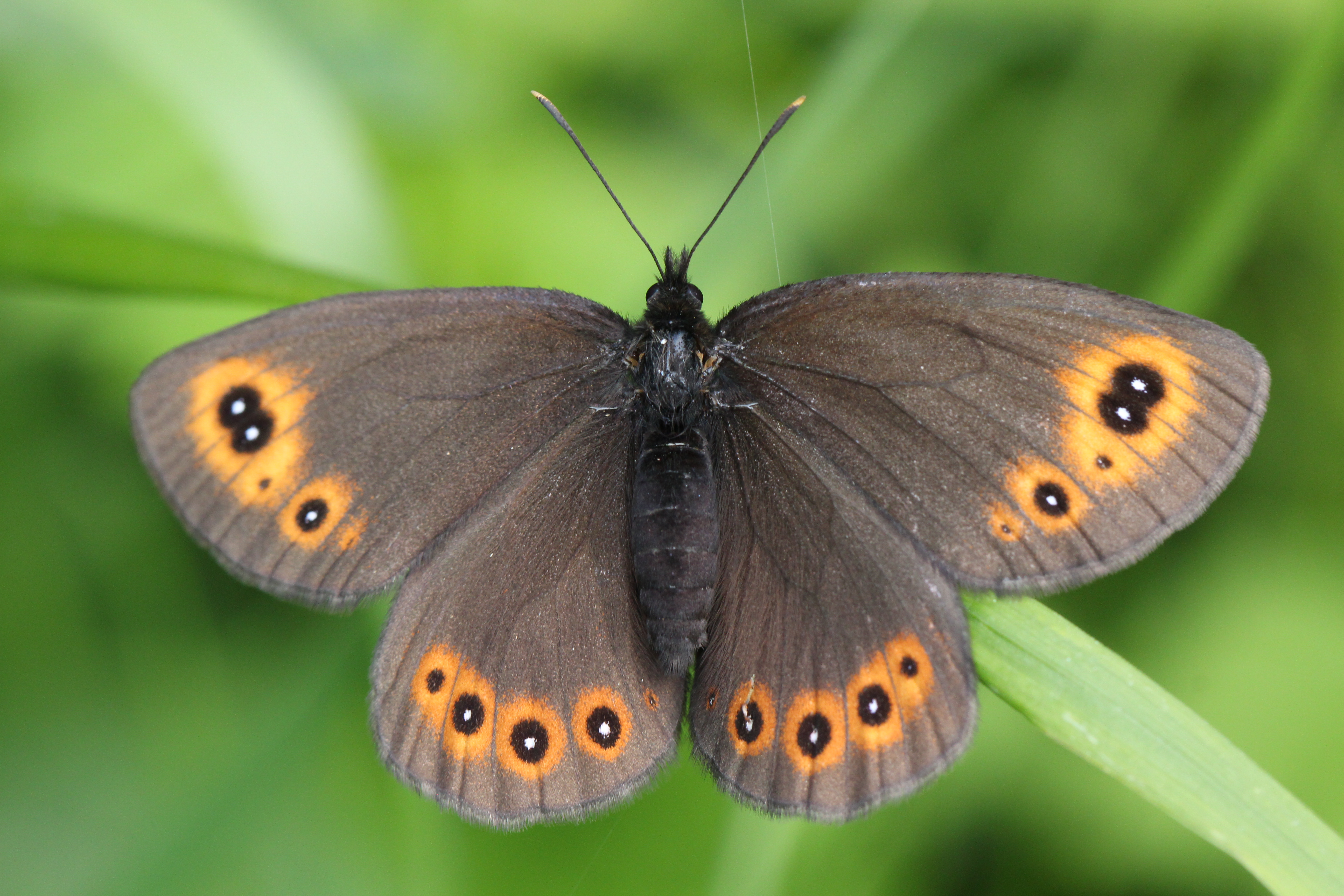
Erebia medusa ♀
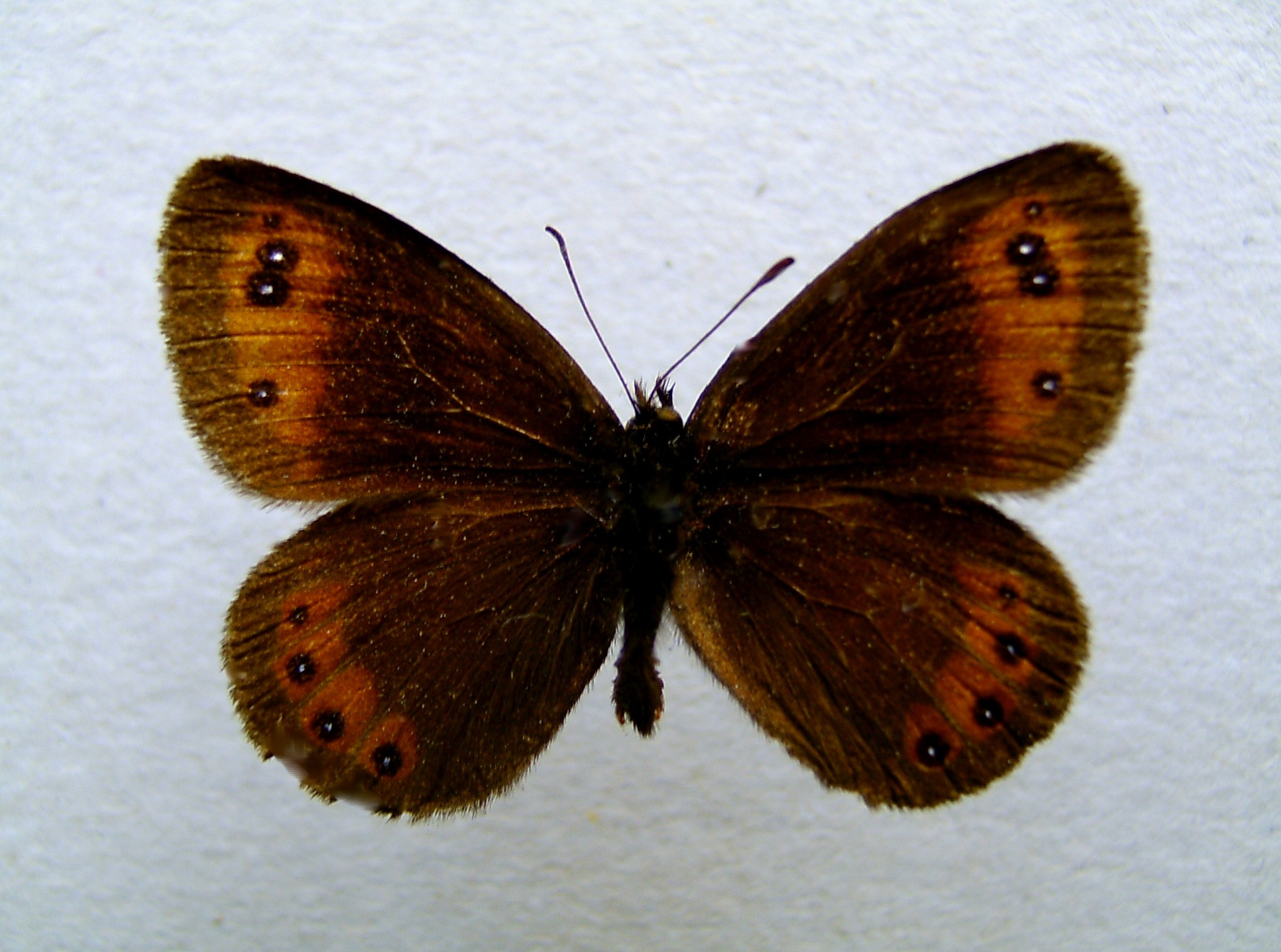
Erebia meolans
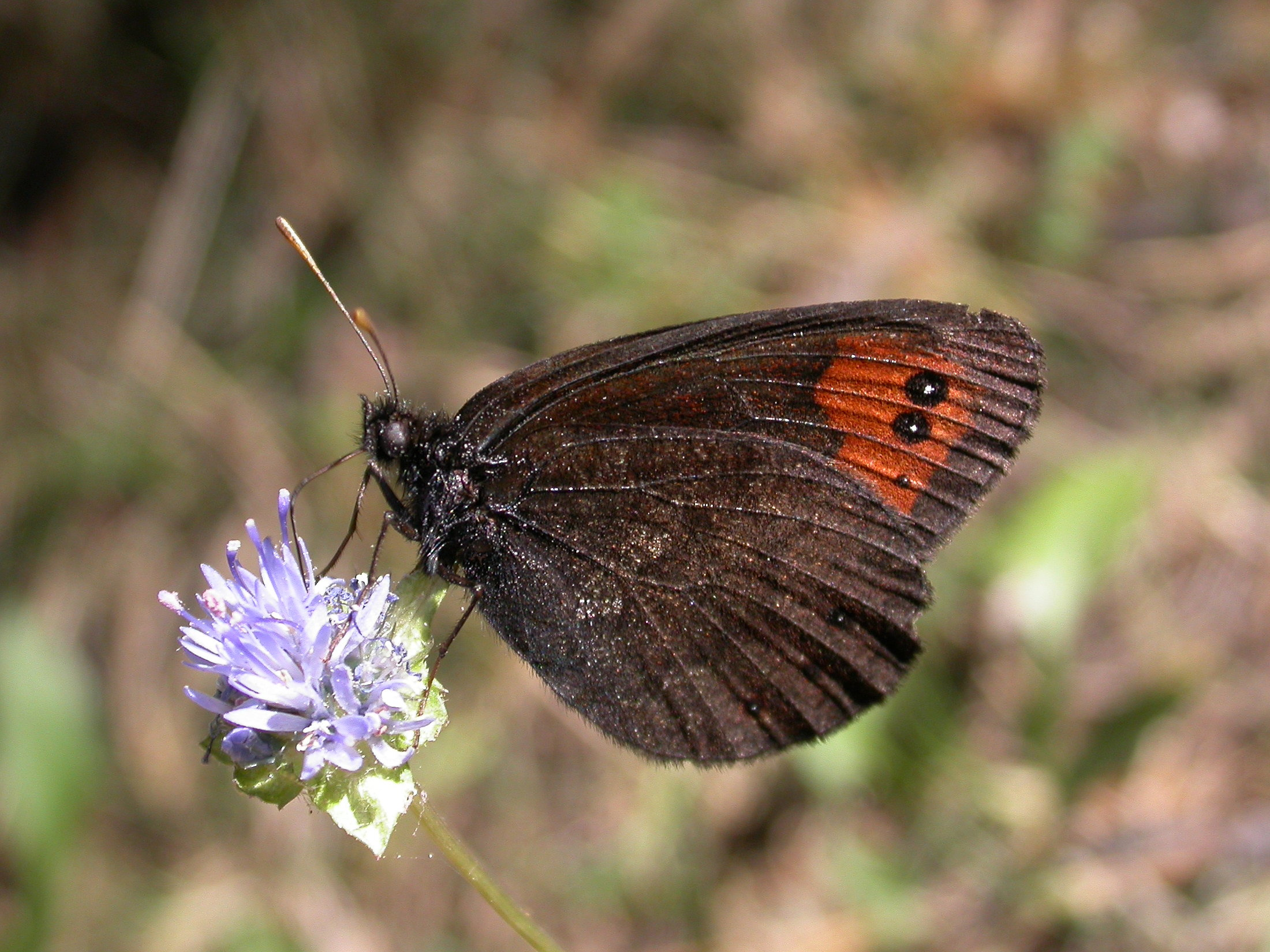
Erebia meolans
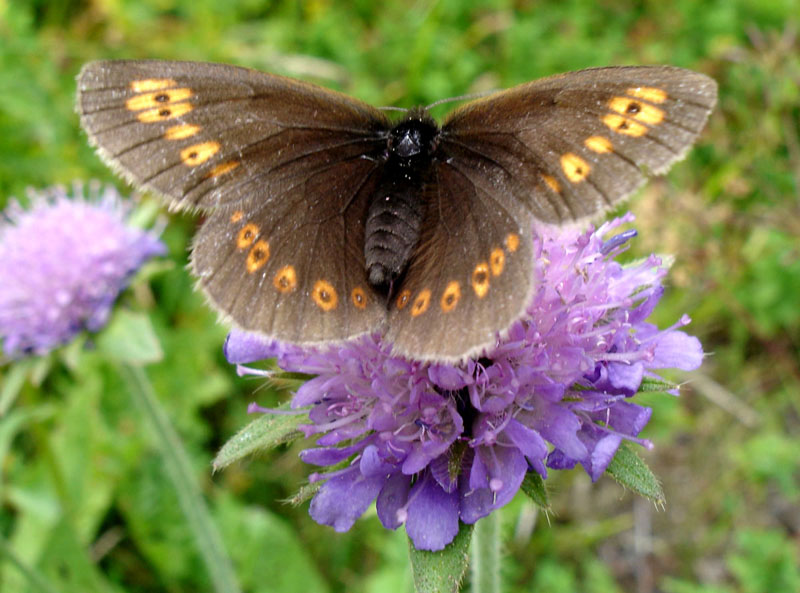
Erebia alberganus
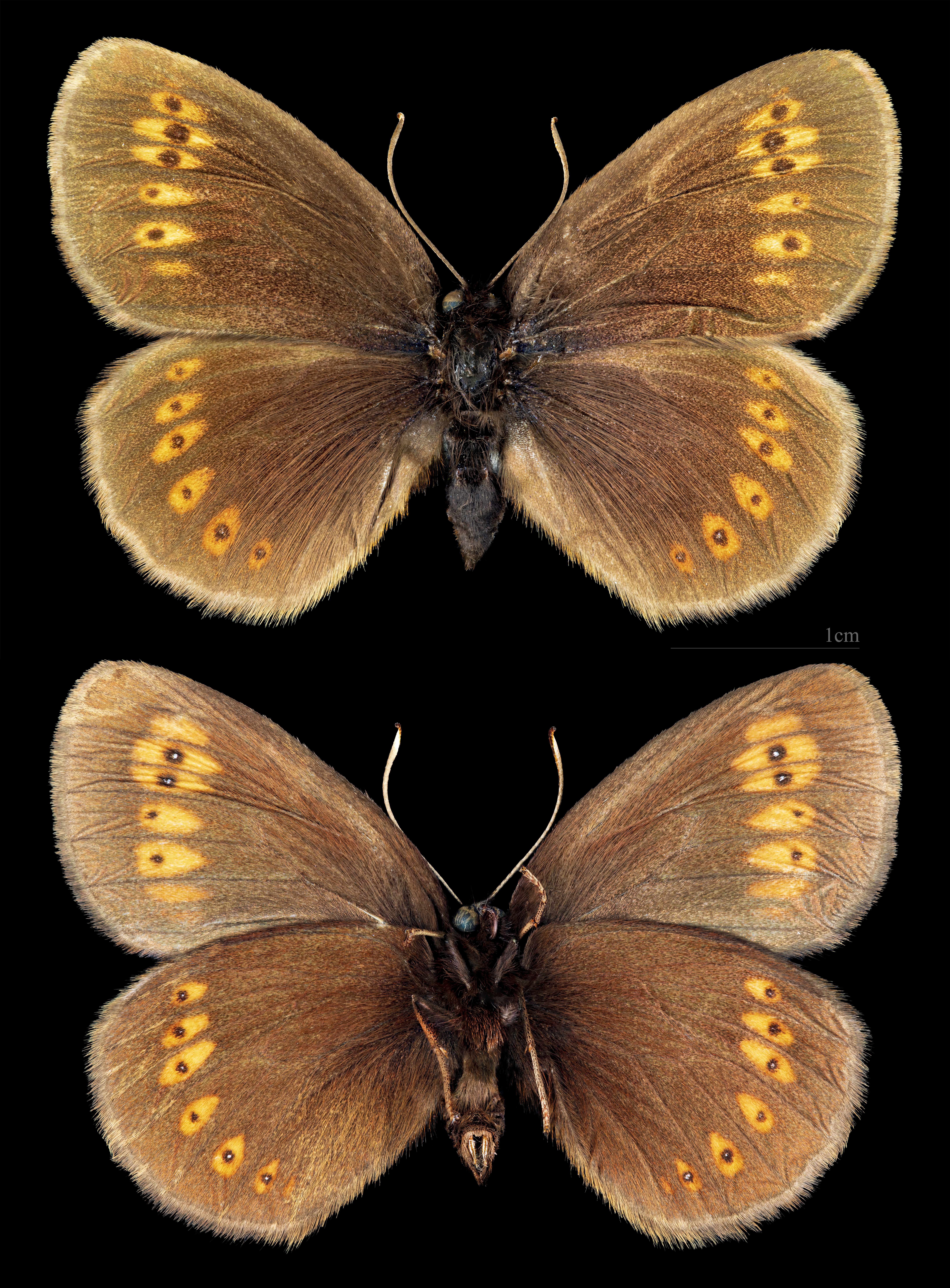
Erebia alberganus  ♂
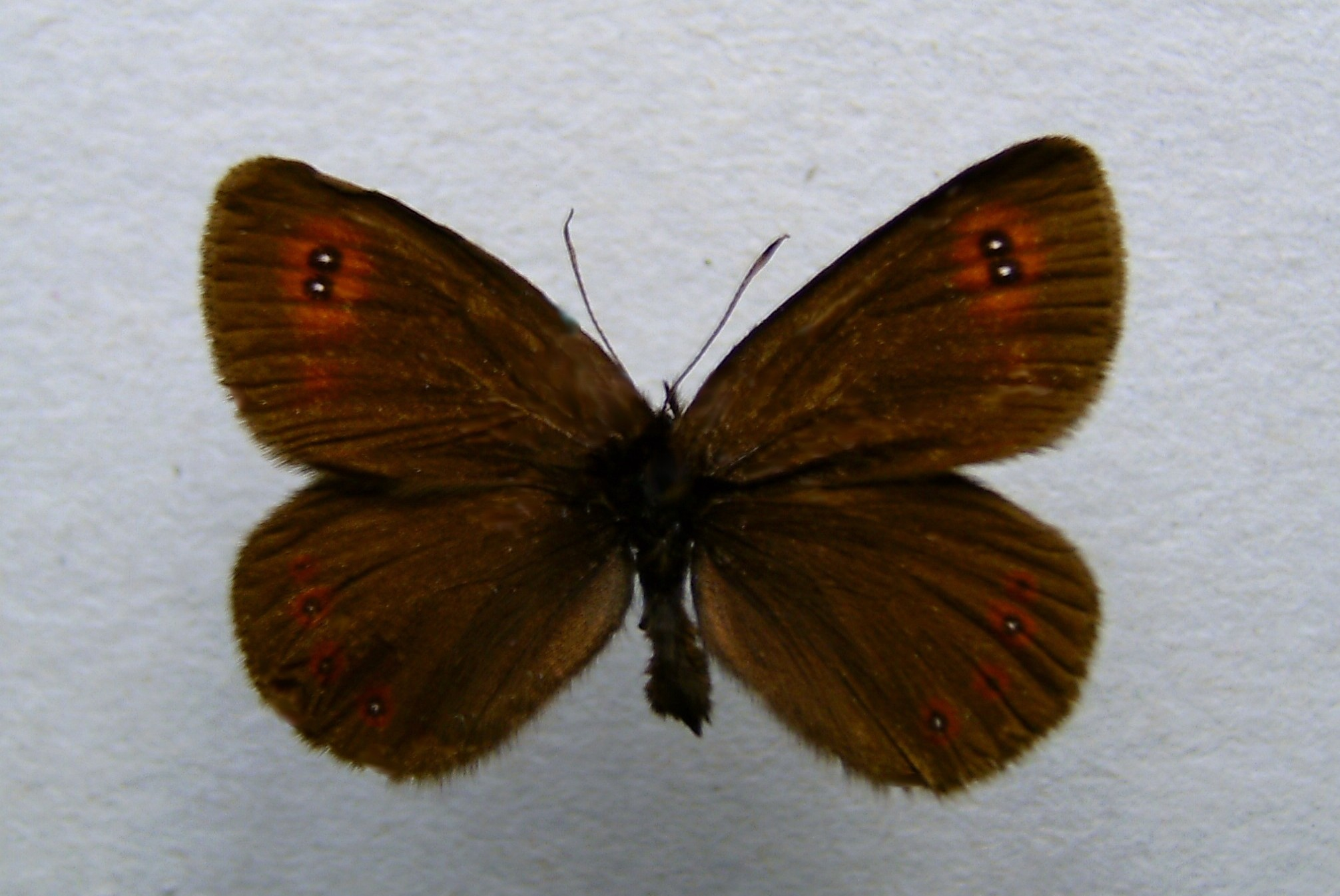
Erebia oeme ♂
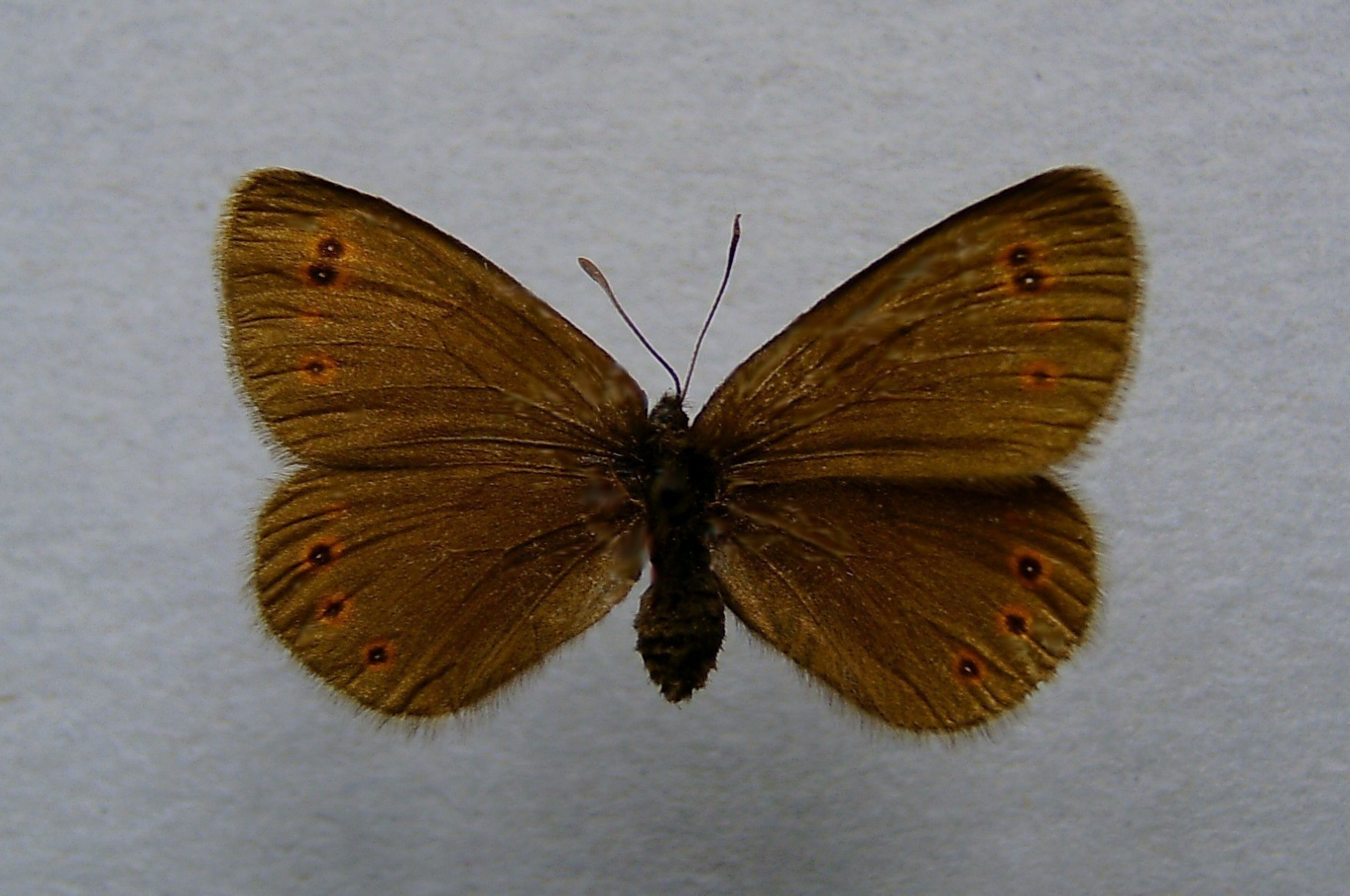
Erebia oeme ♀
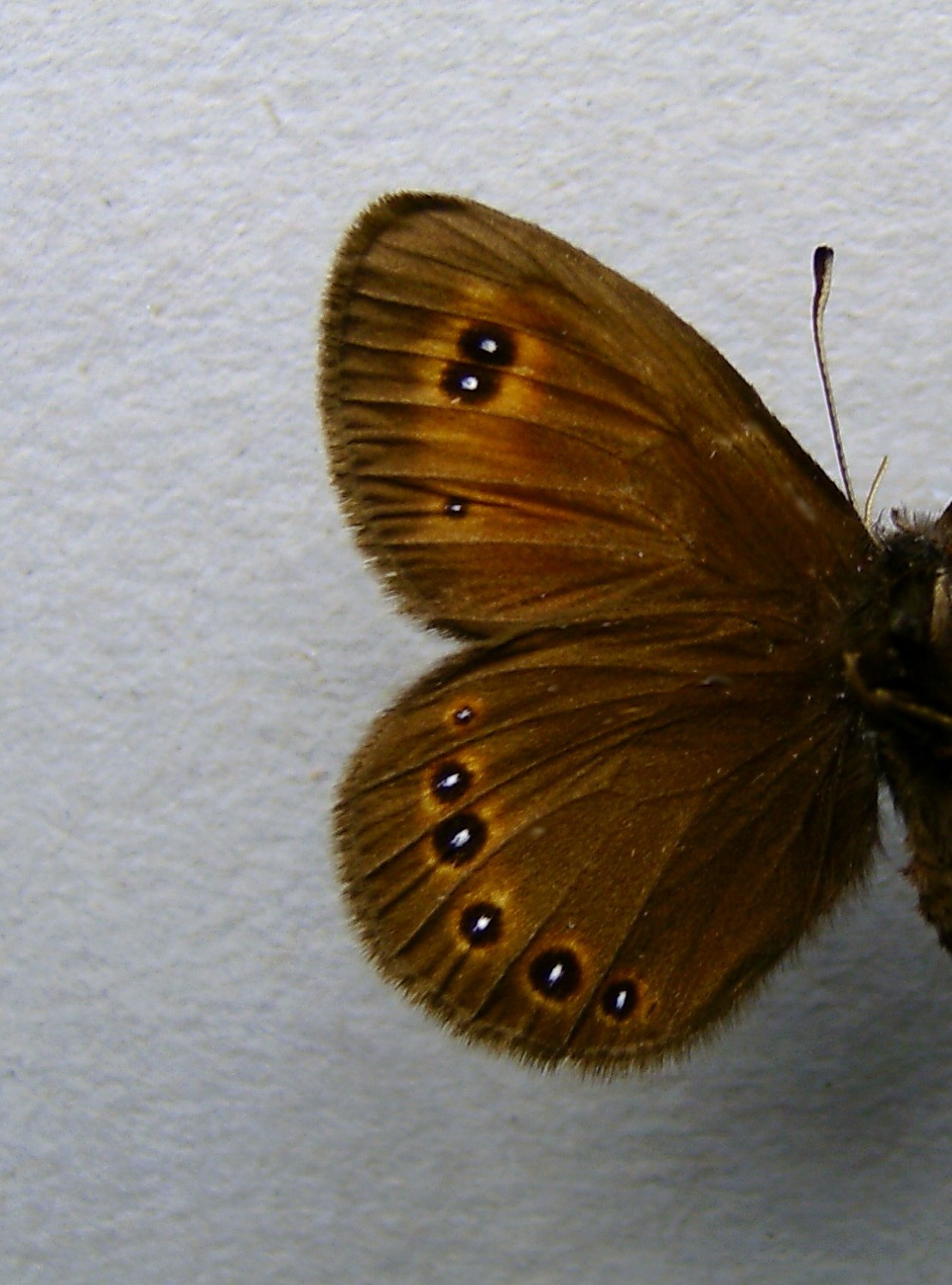
Erebia oeme aljának ♂
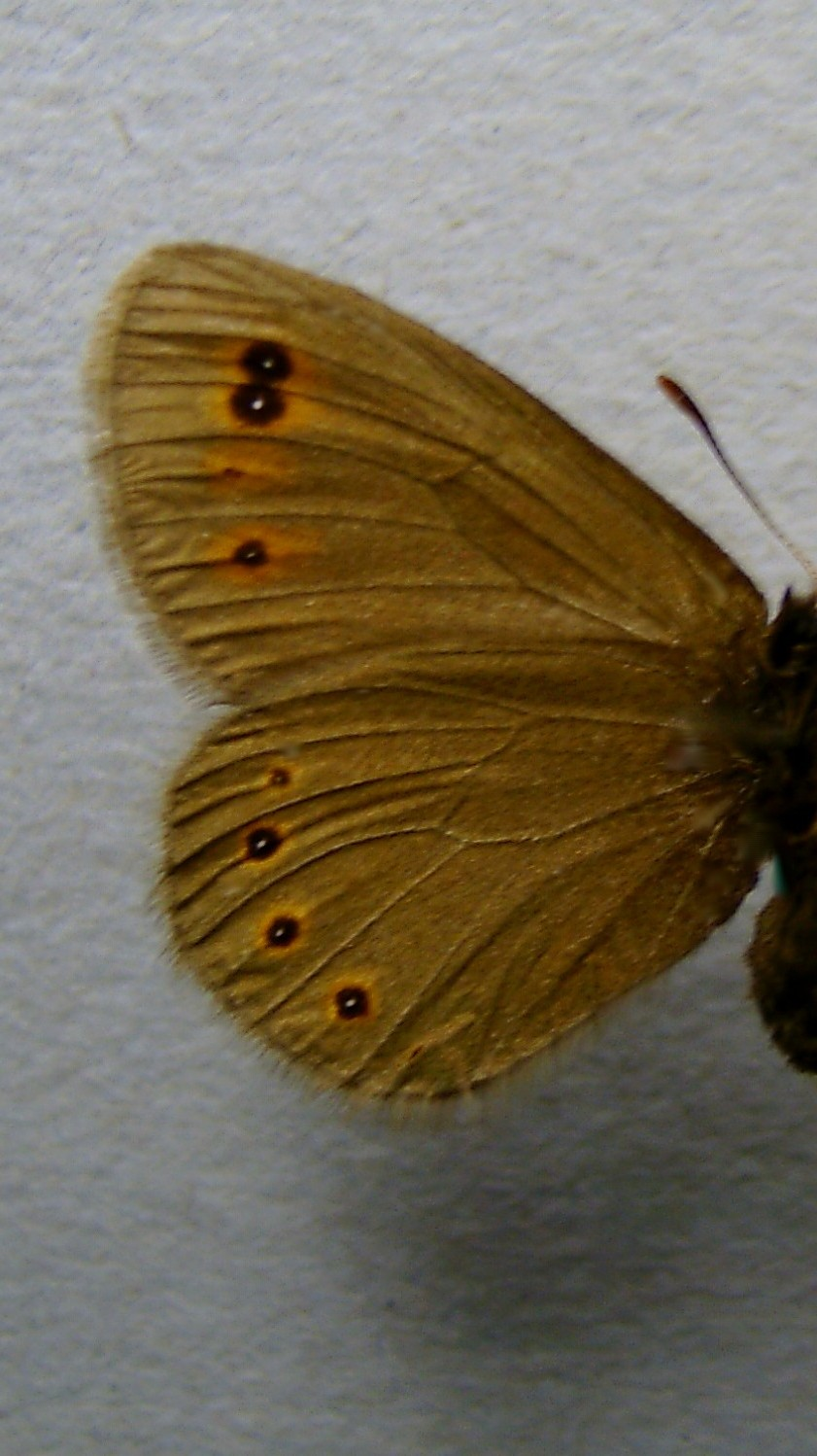
Erebia oeme aljának ♀
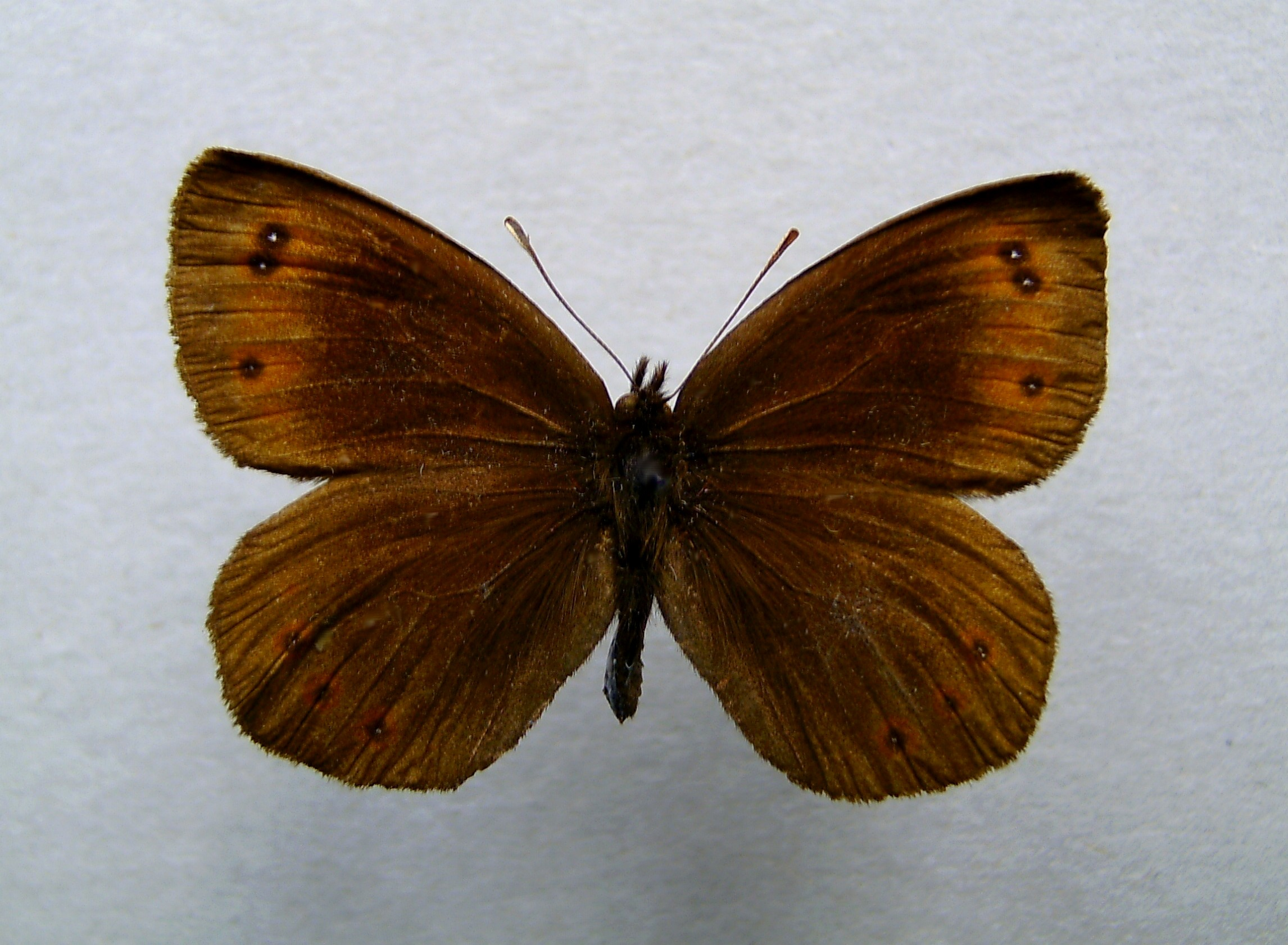
Erebia pronoe
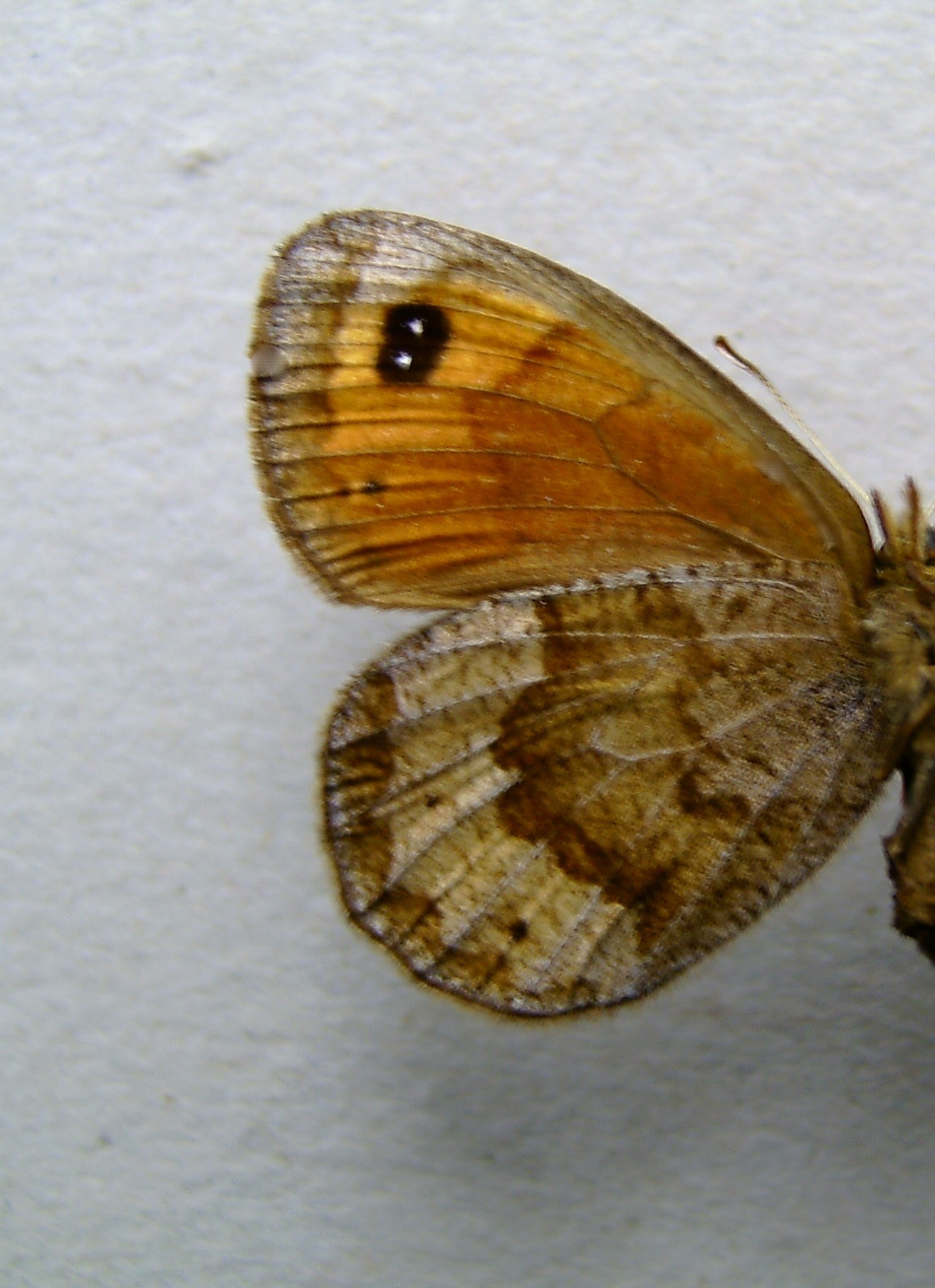
Erebia pronoe aljának ♀
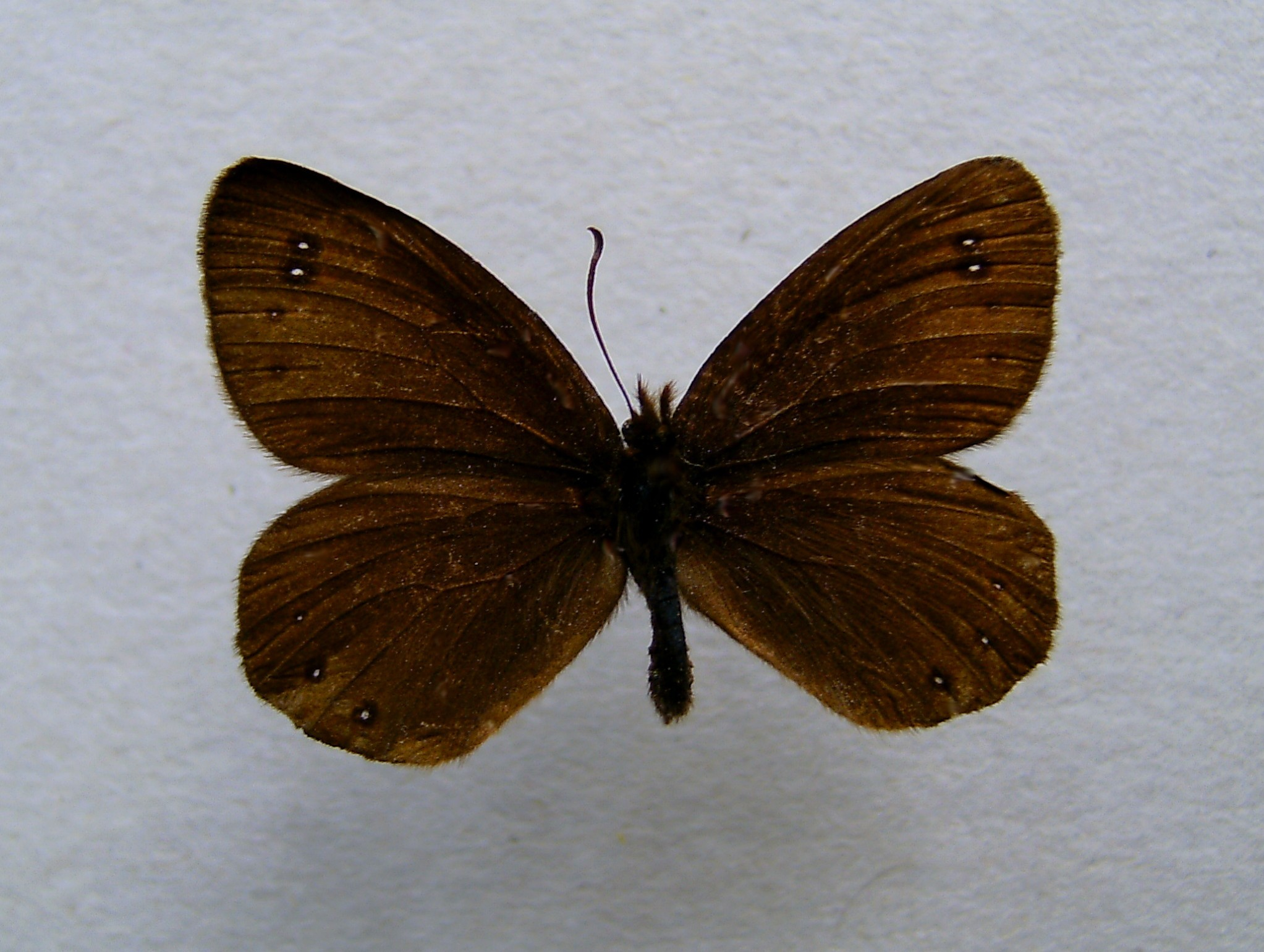
Erebia pluto
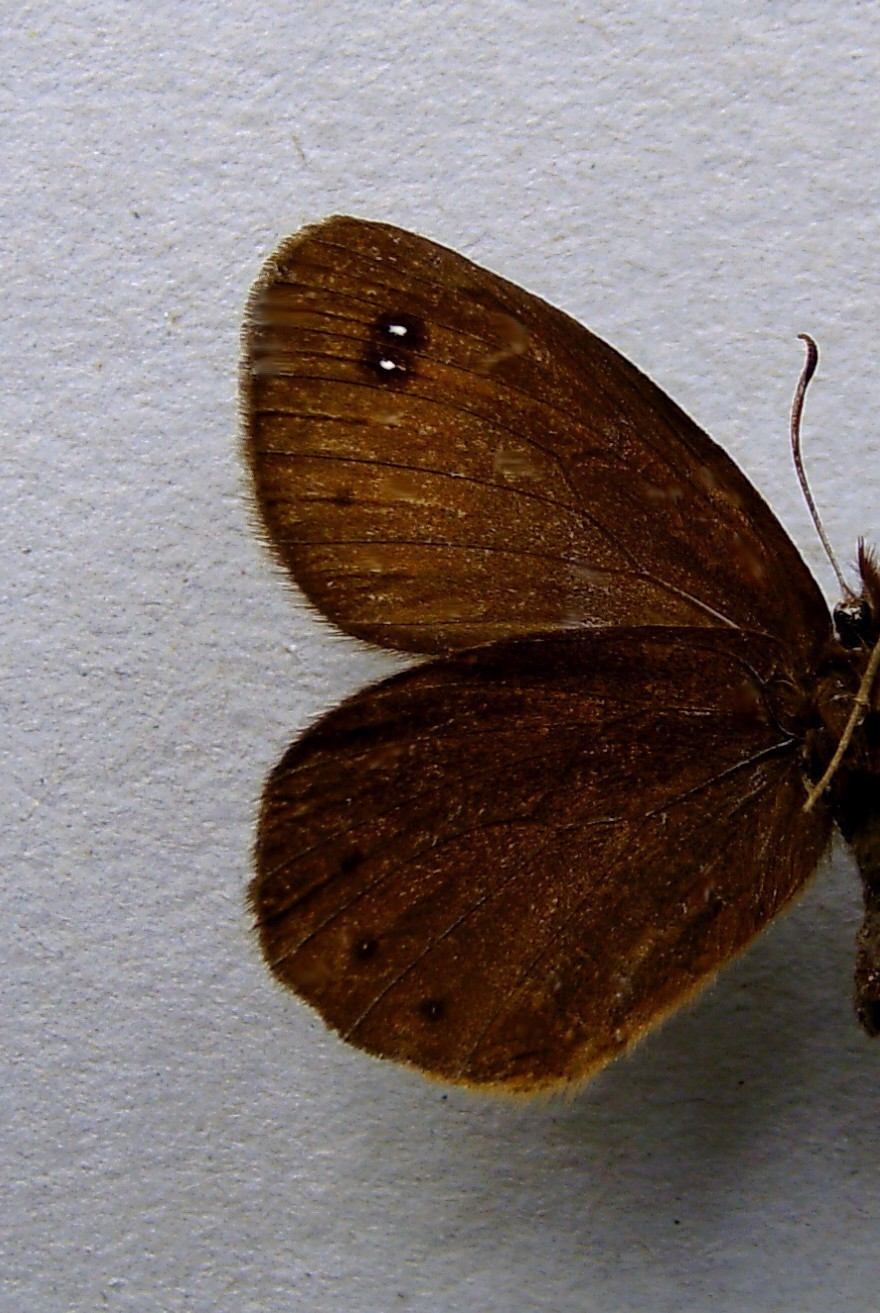
Erebia pluto aljának
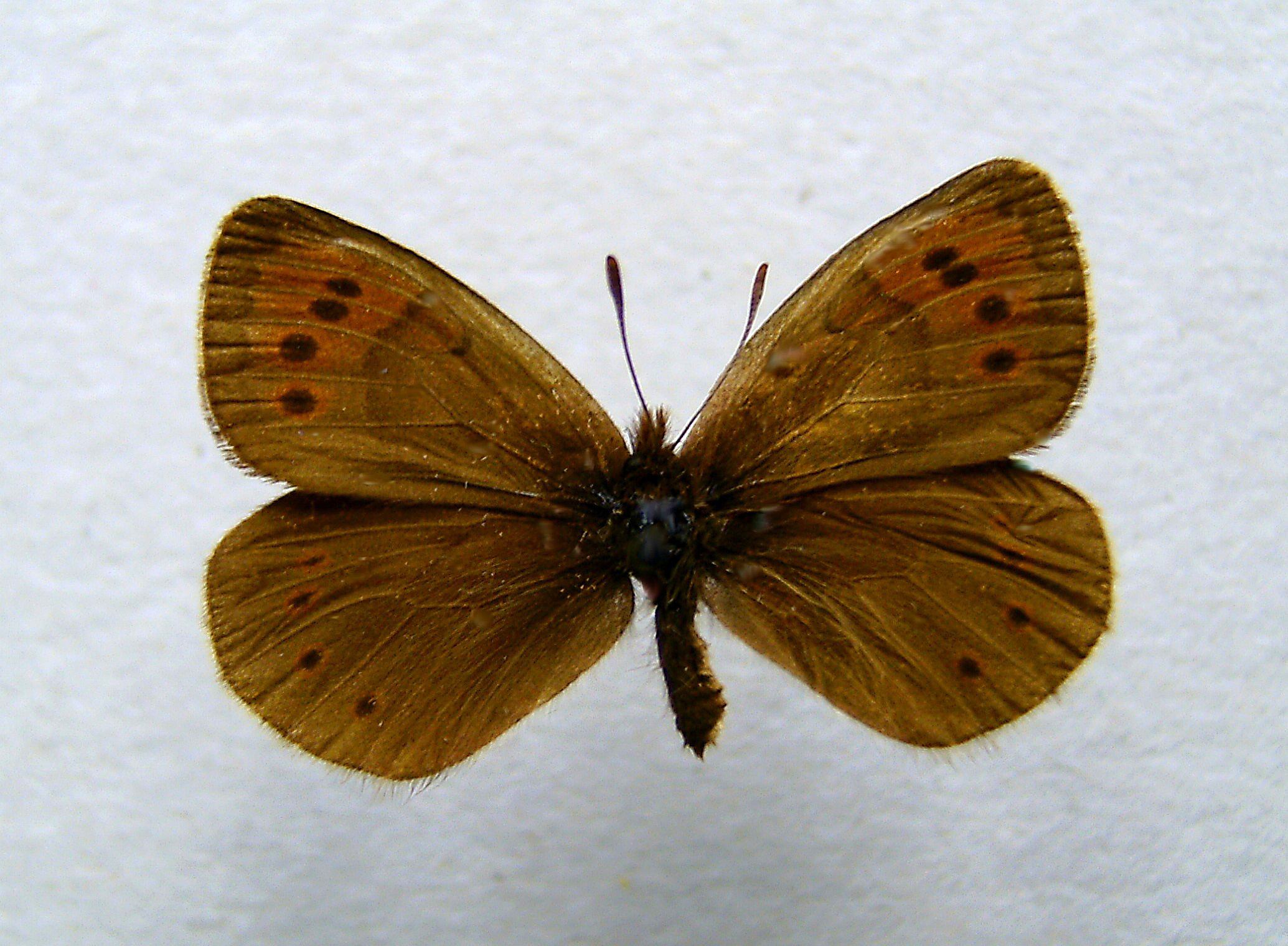
Erebia pandrose
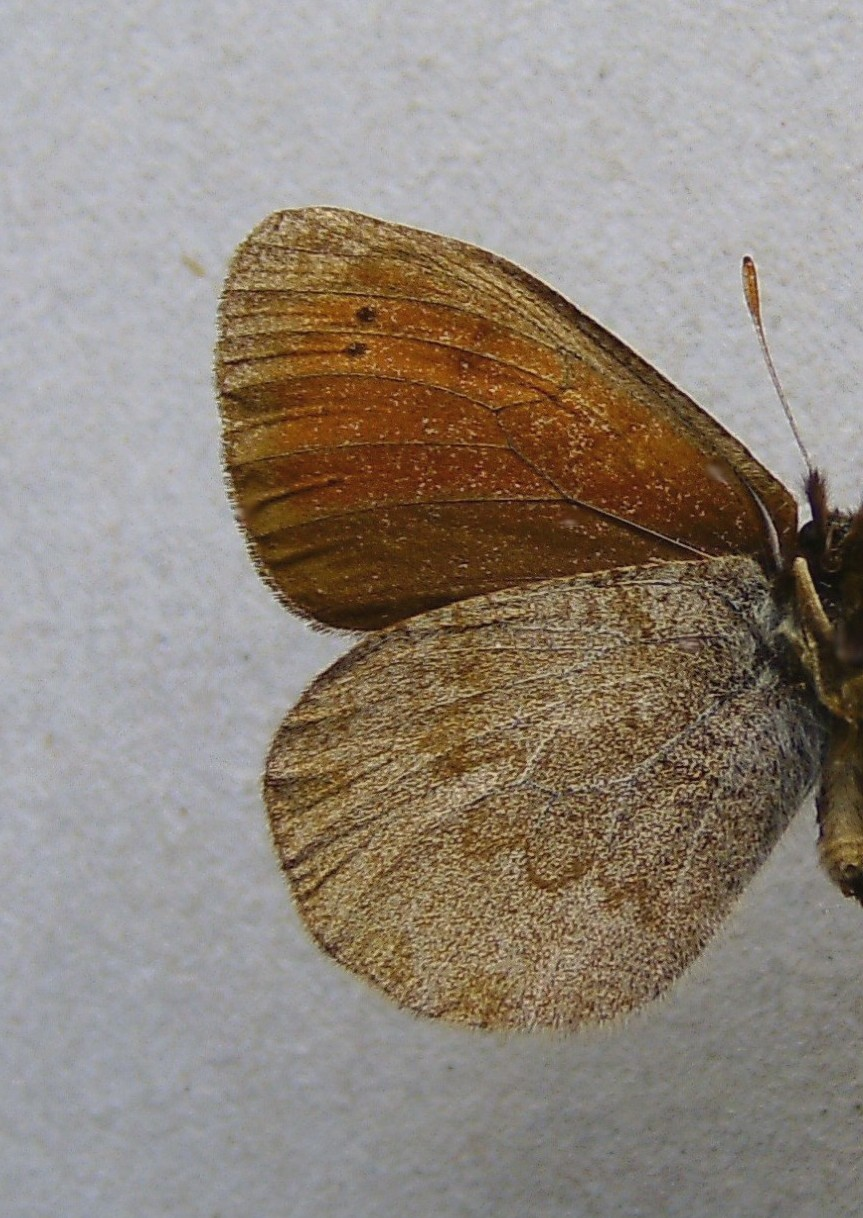
Erebia pandrose aljának
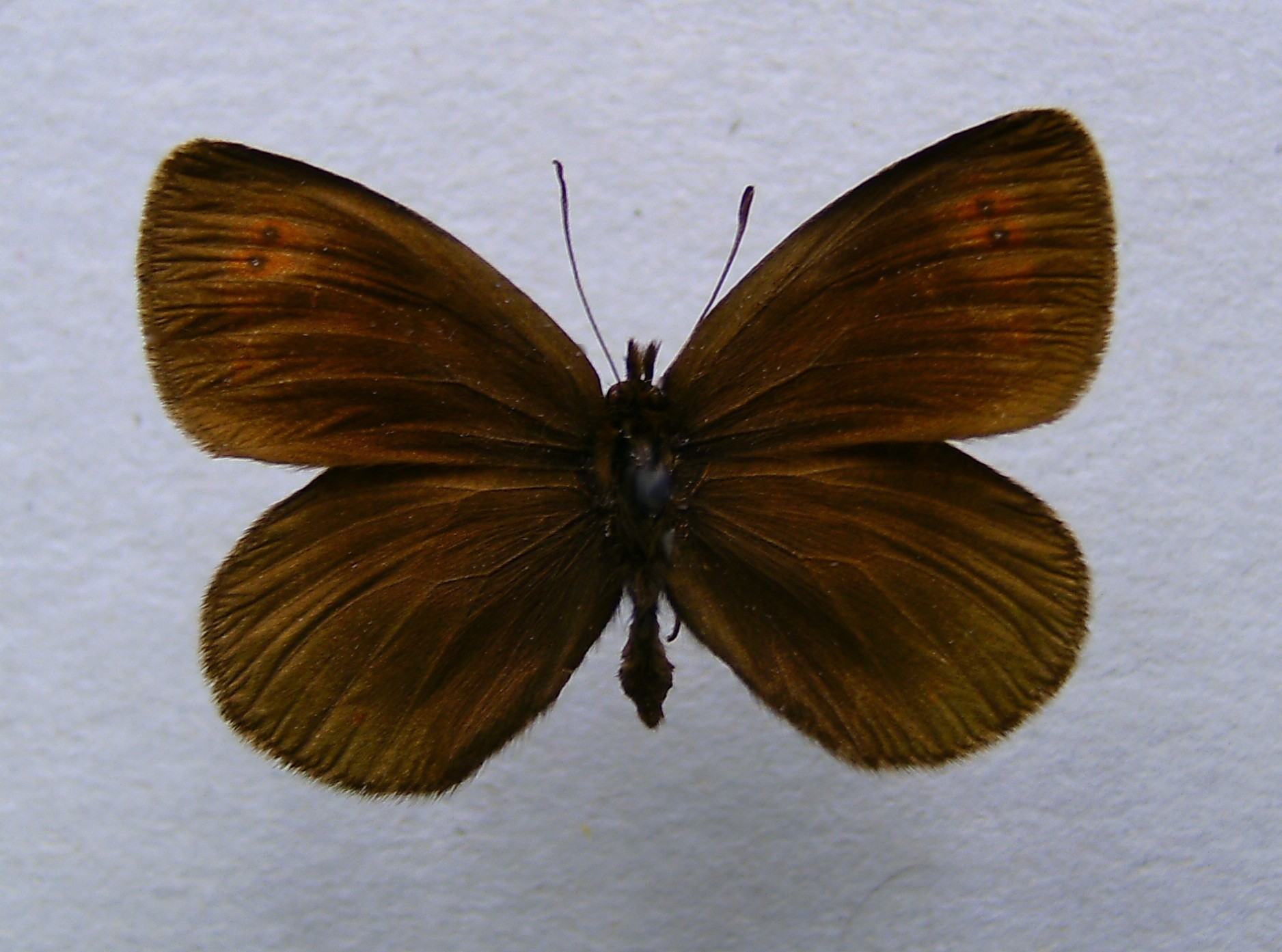
Erebia stirius
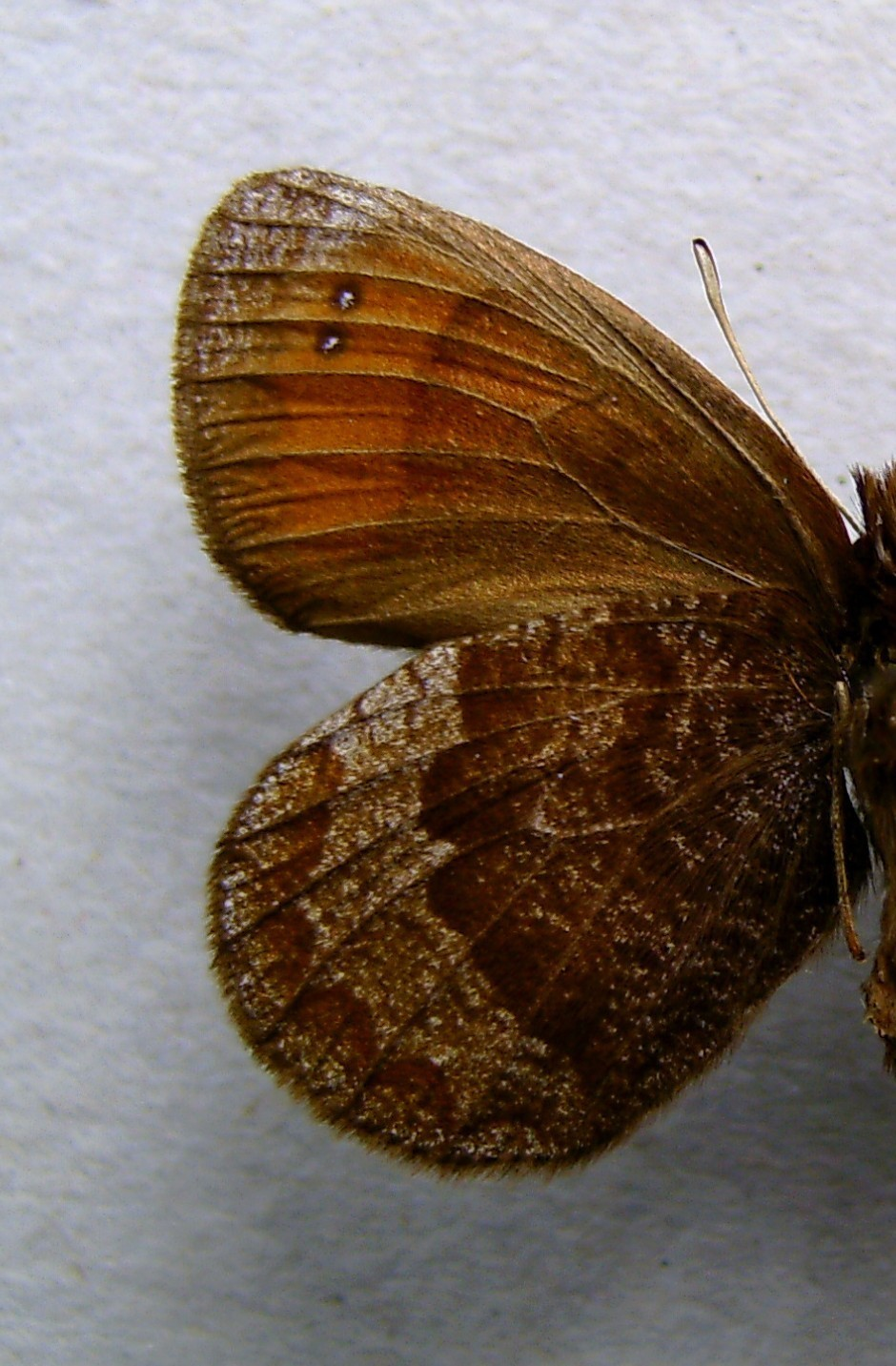
Erebia stirius aljának
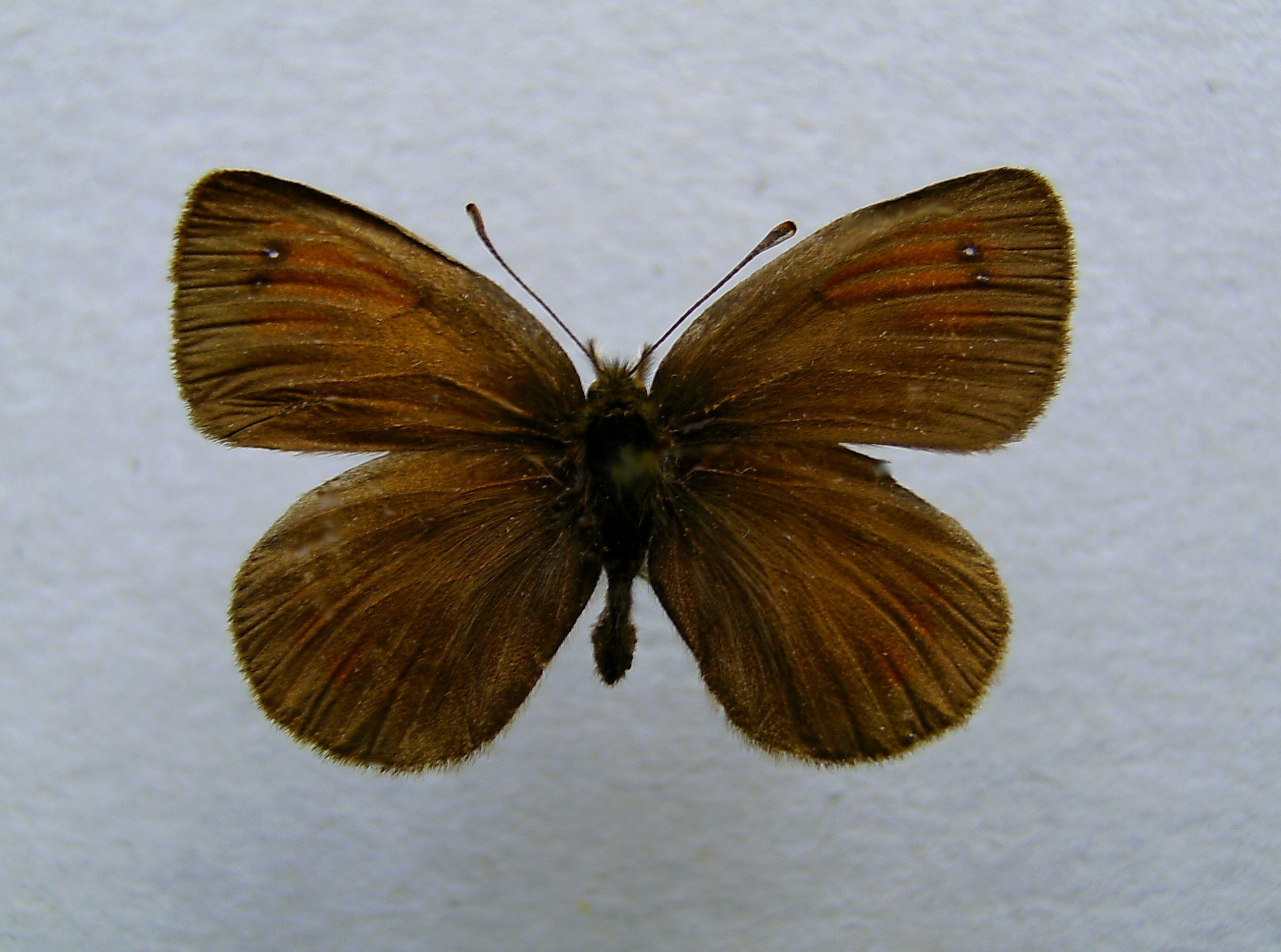
Erebia nivalis
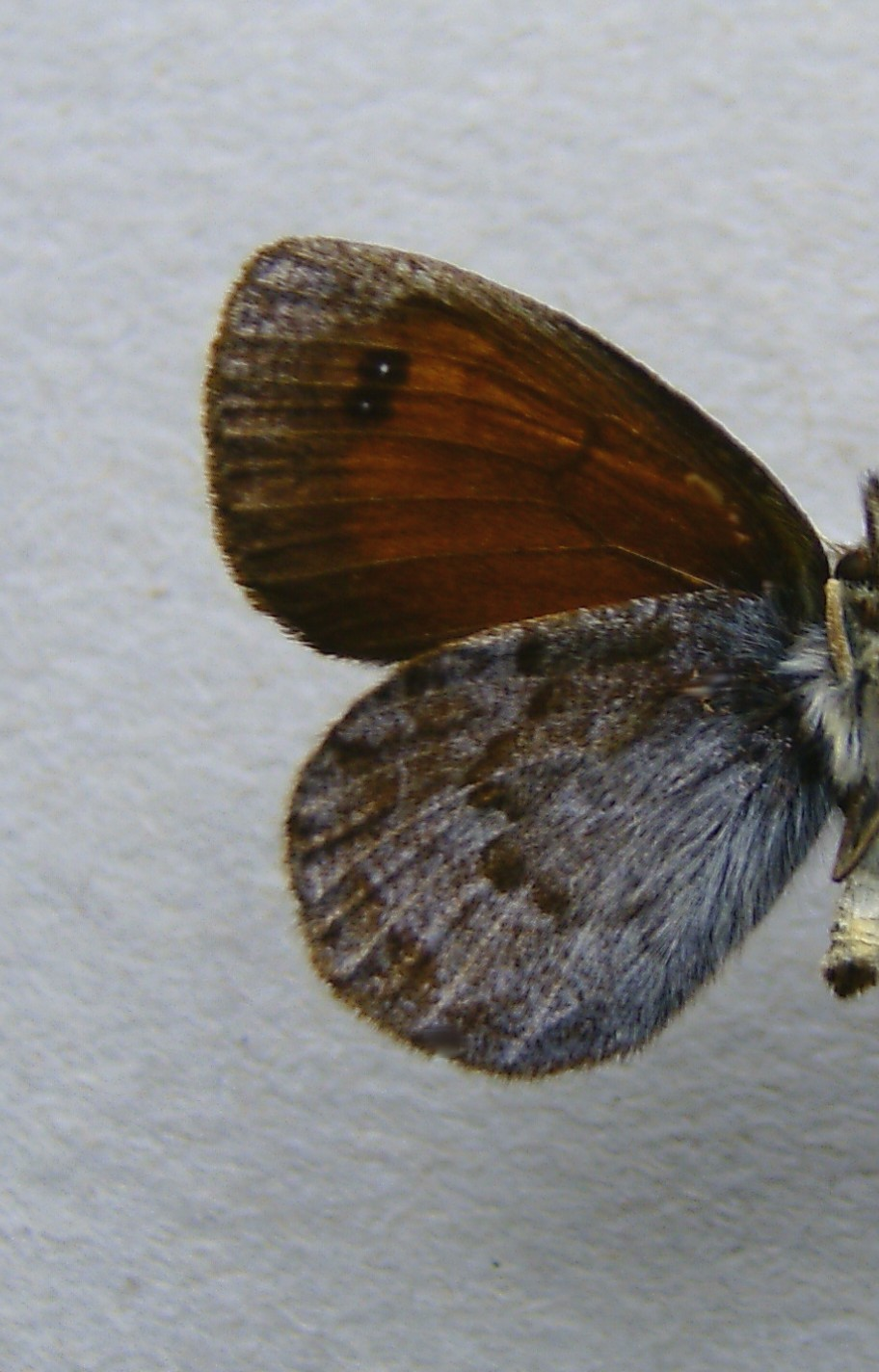
Erebia nivalis aljának
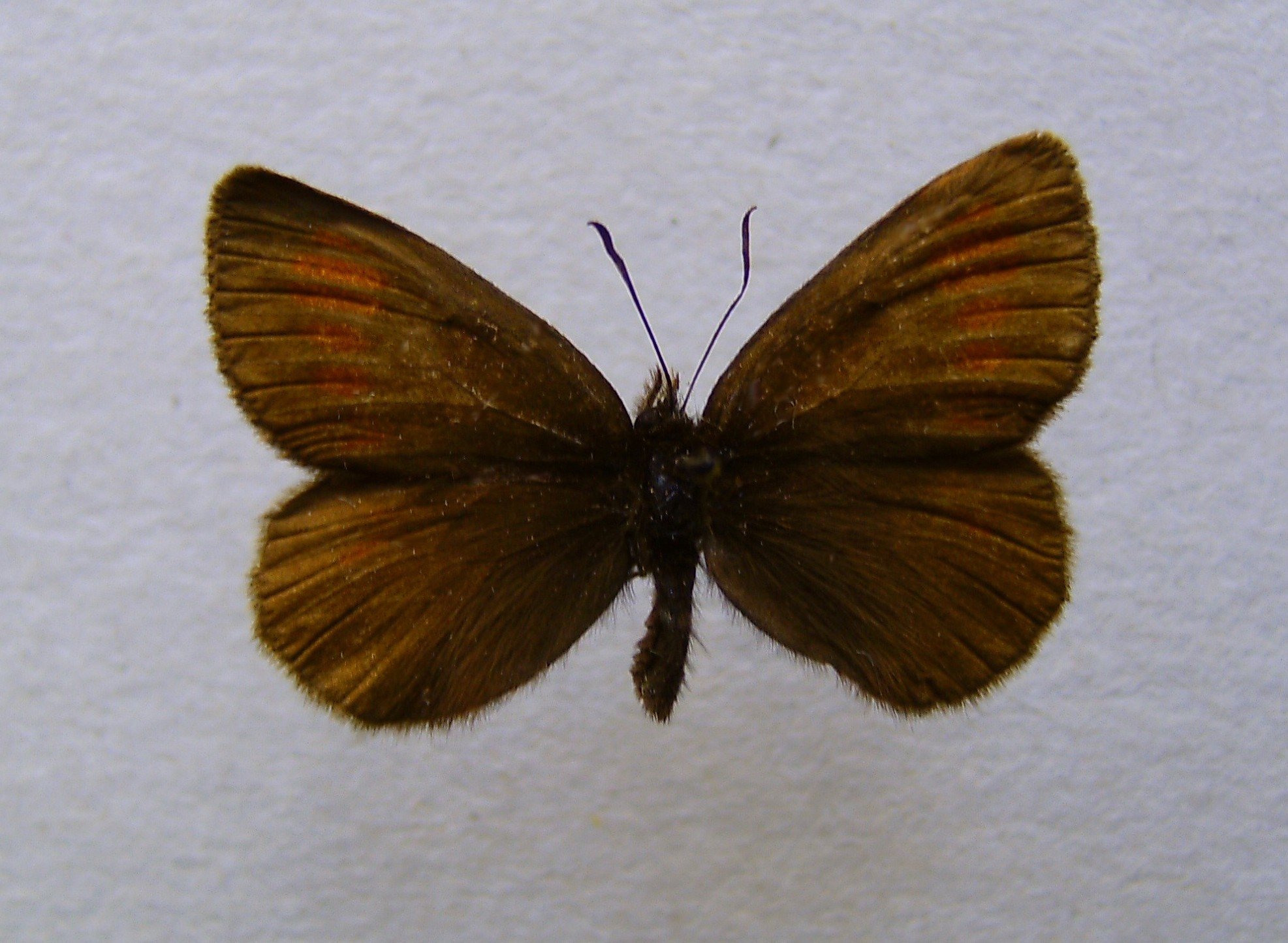
Erebia manto ♂
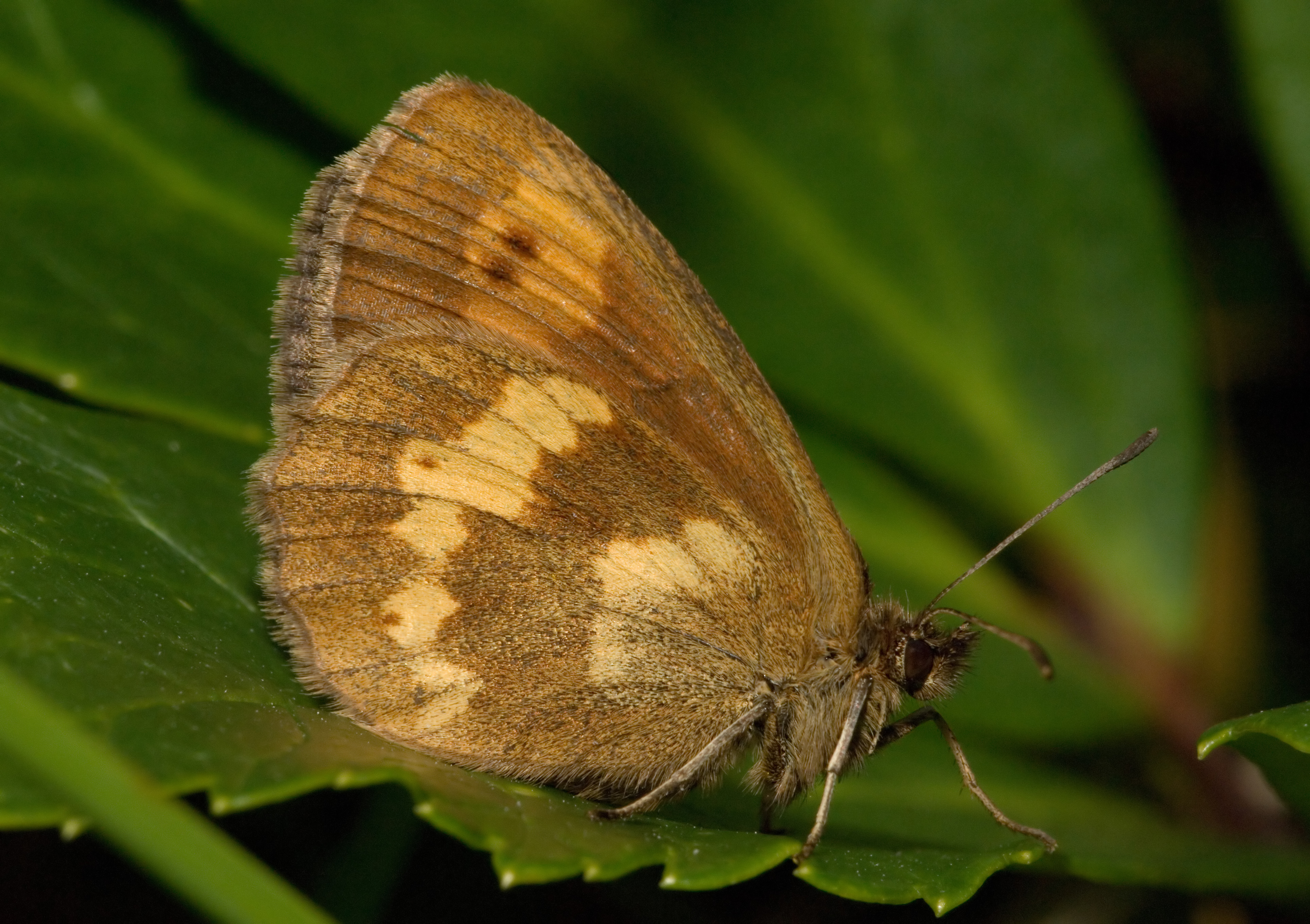
Erebia manto aljának ♀
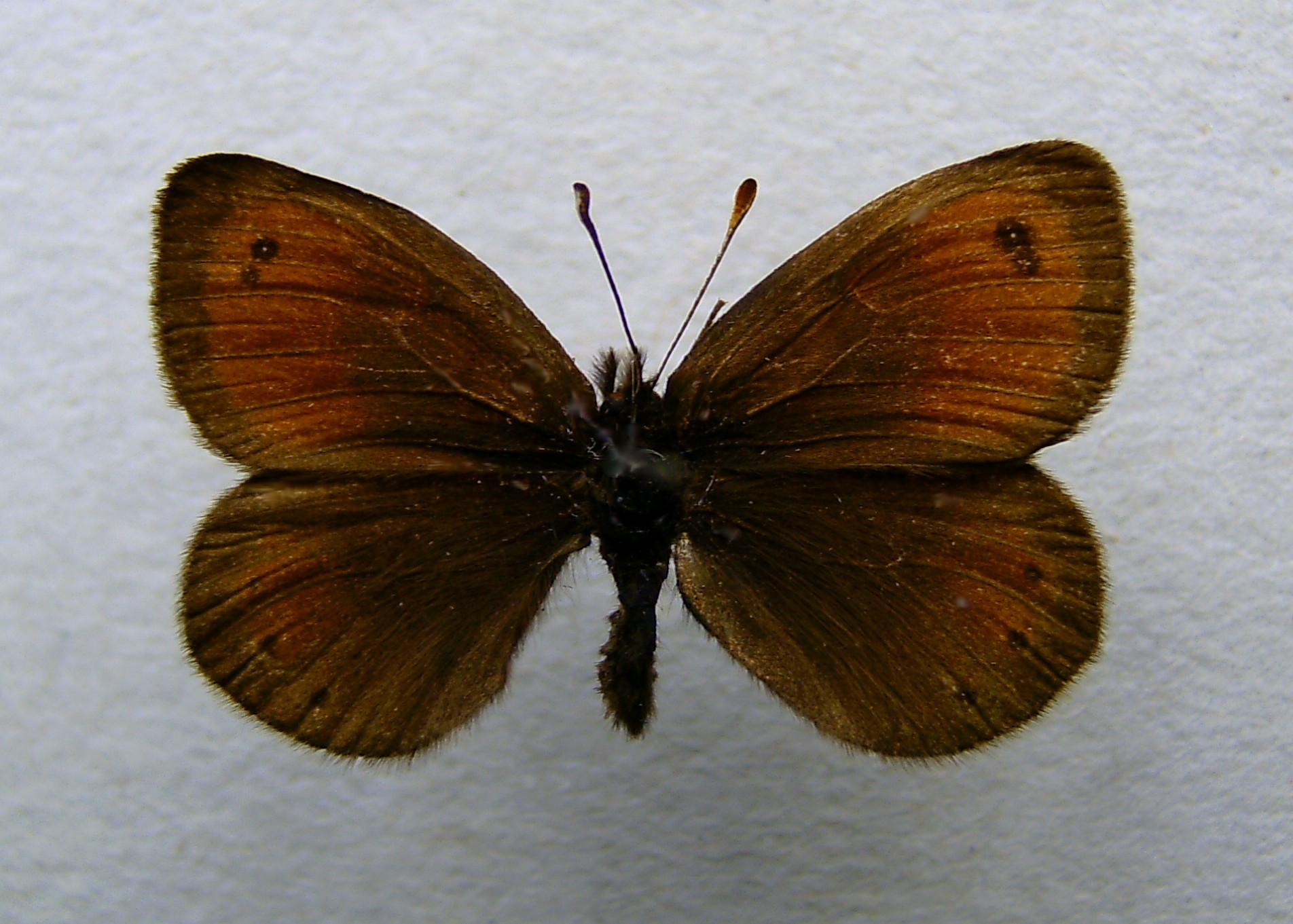
Erebia gorge
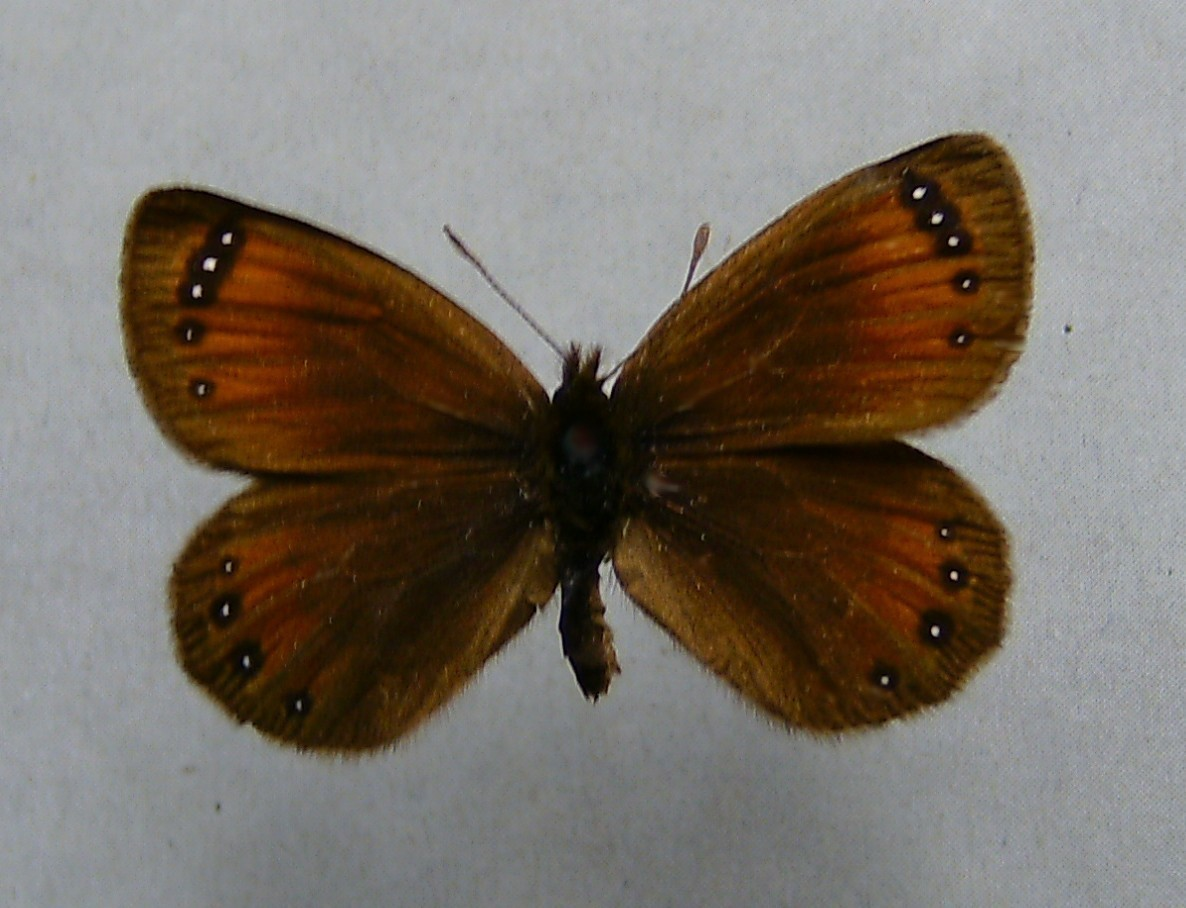
Erebia gorge f. triopes
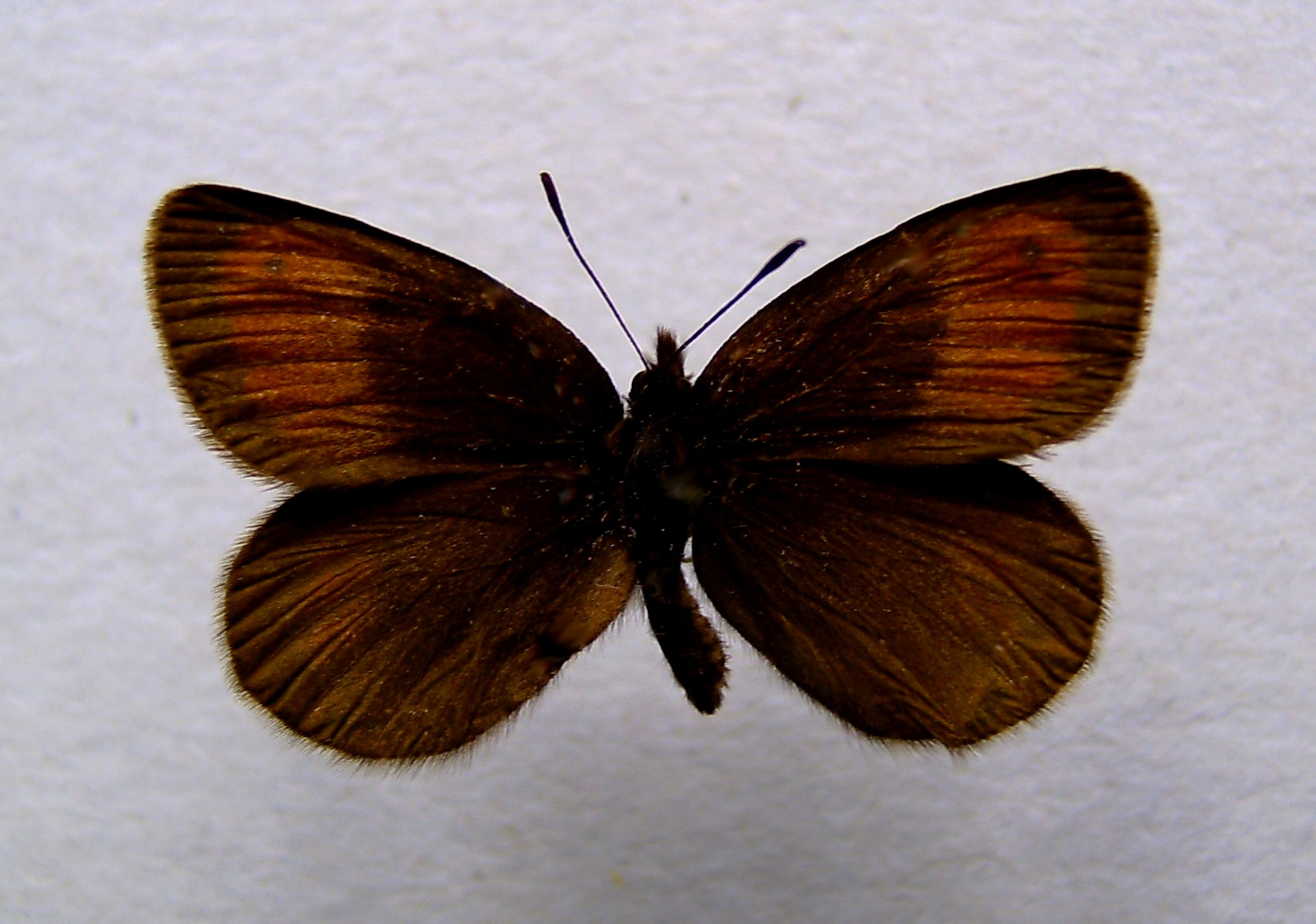
Erebia gorge  f. erynis
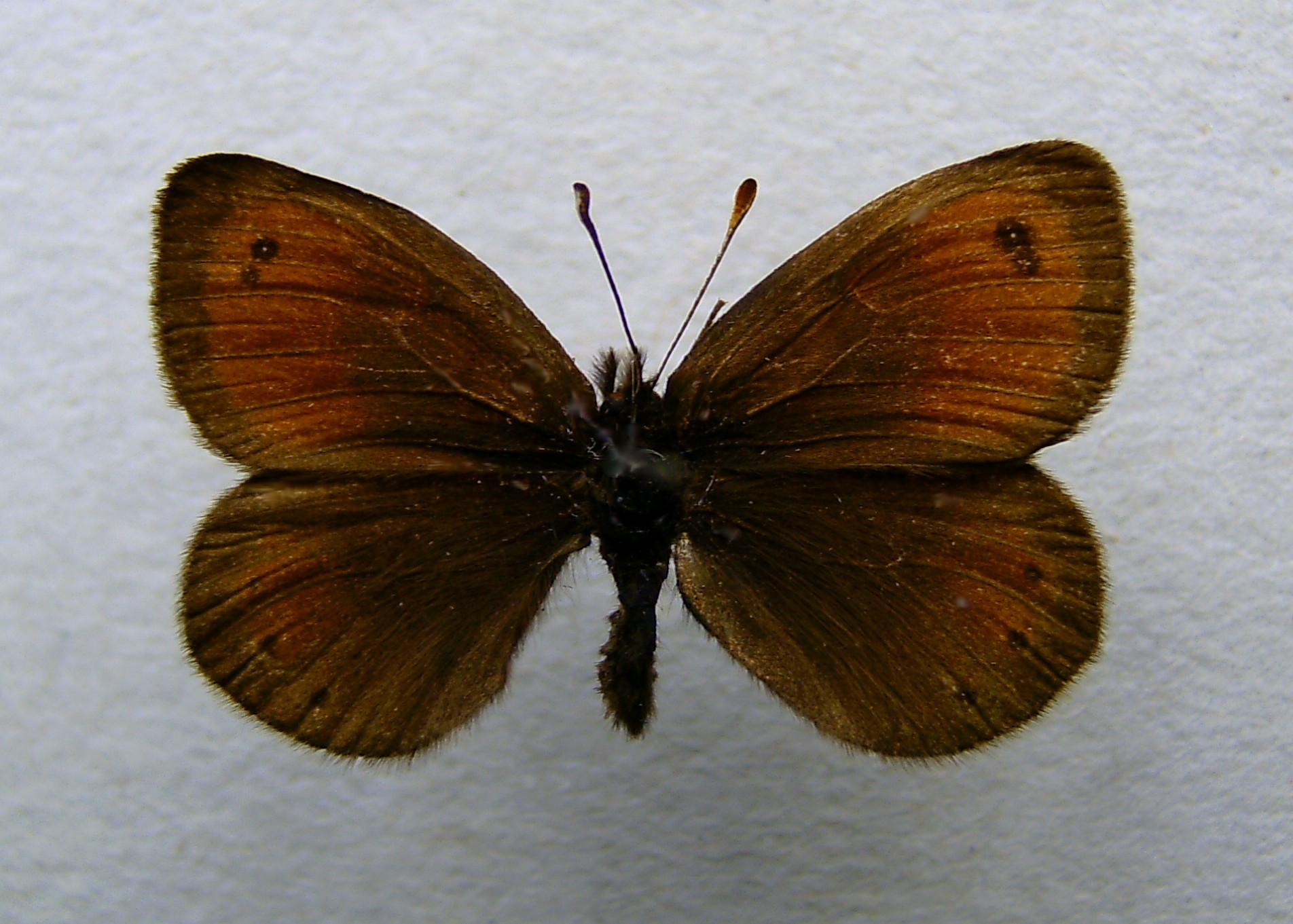
Erebia gorge aljának
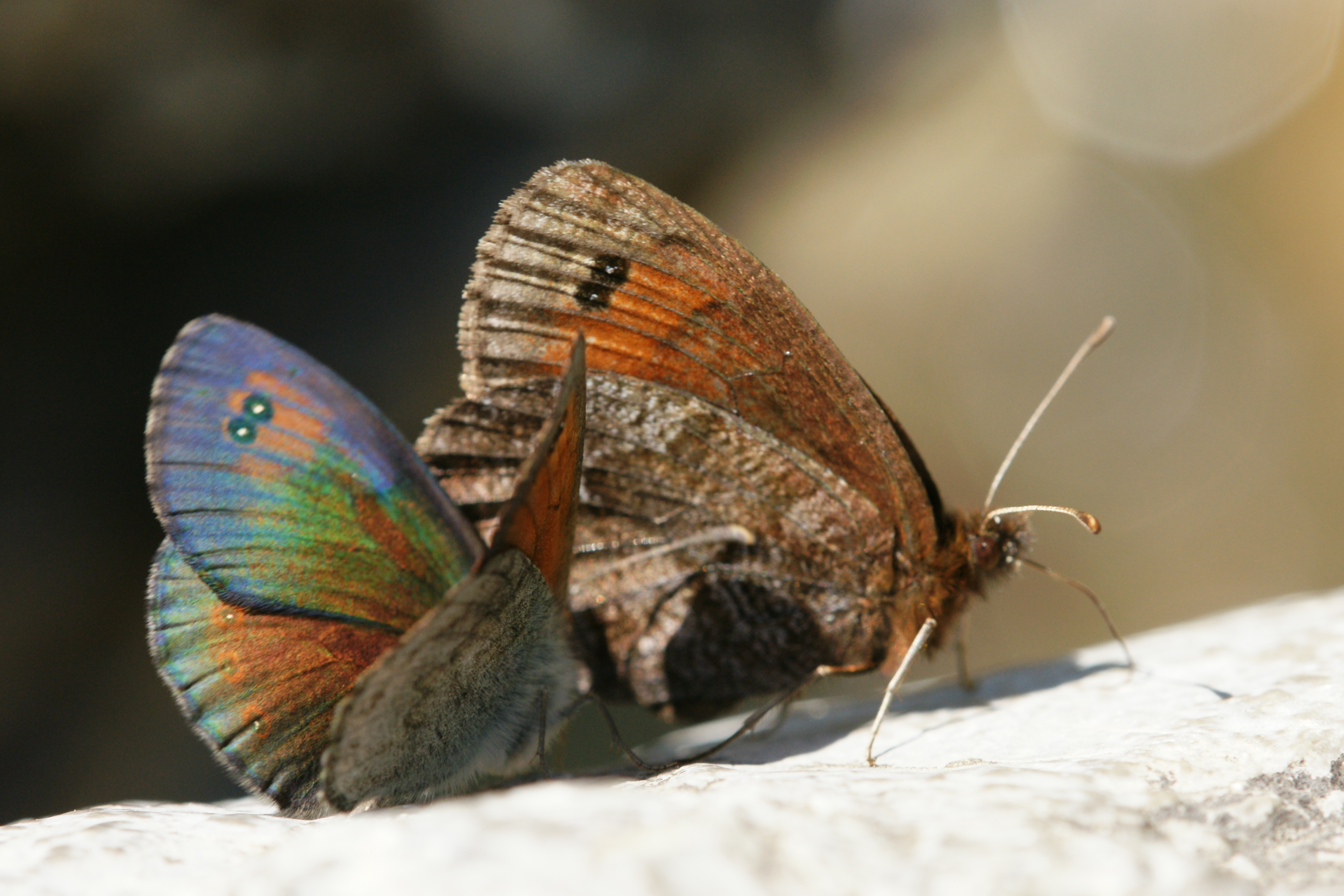
Erebia tyndarus
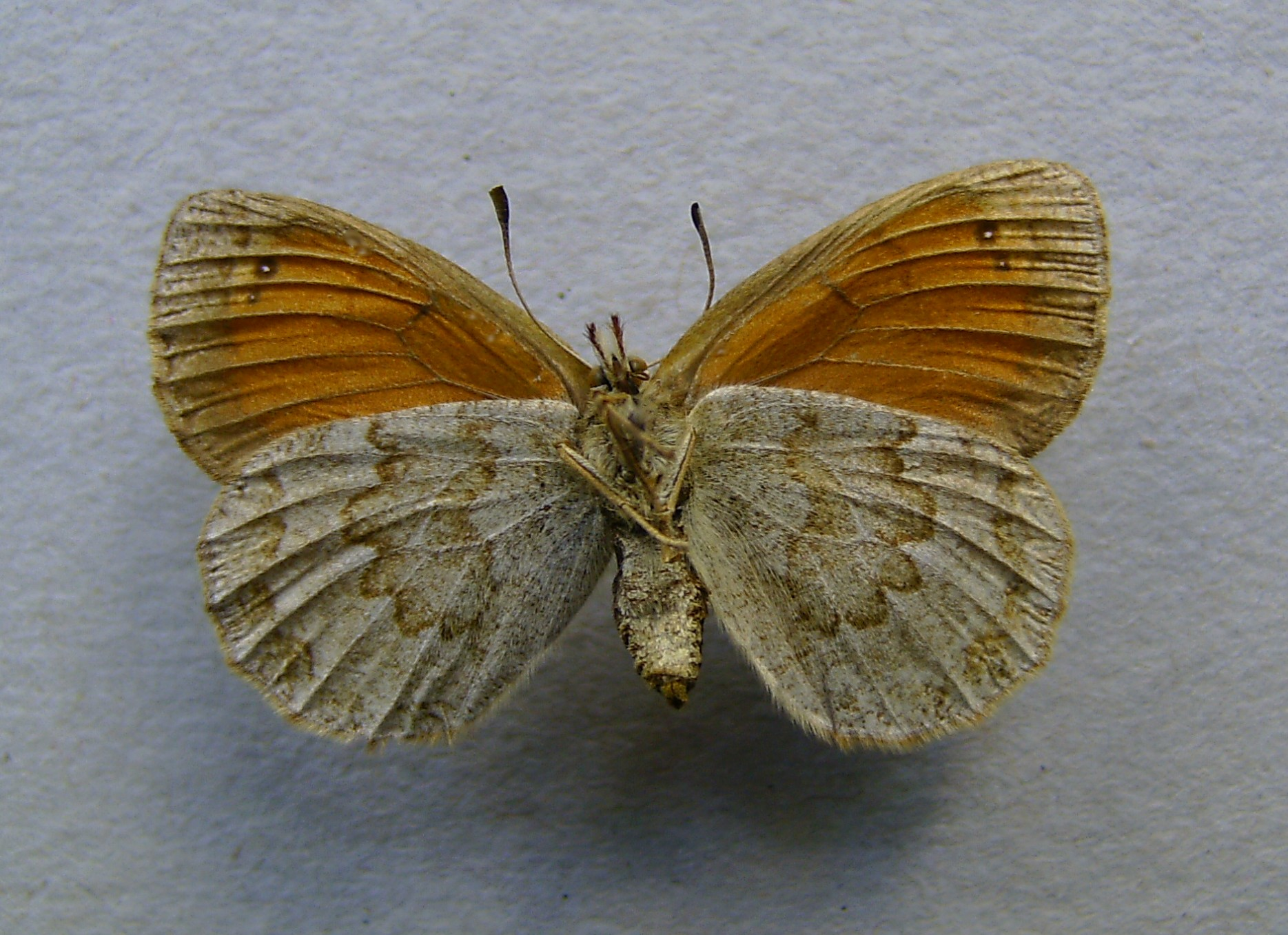
Erebia tyndarus aljának
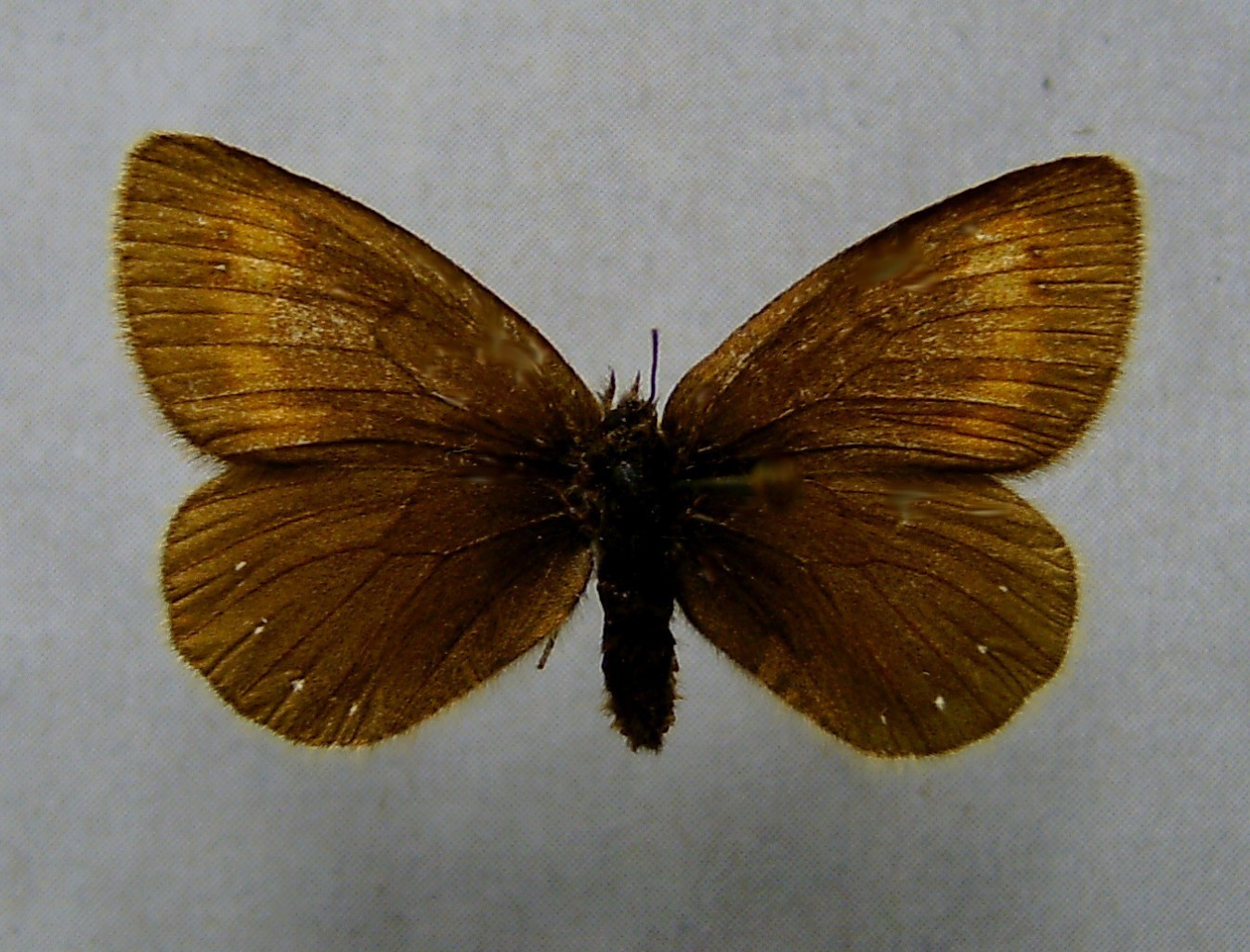
Erebia claudina
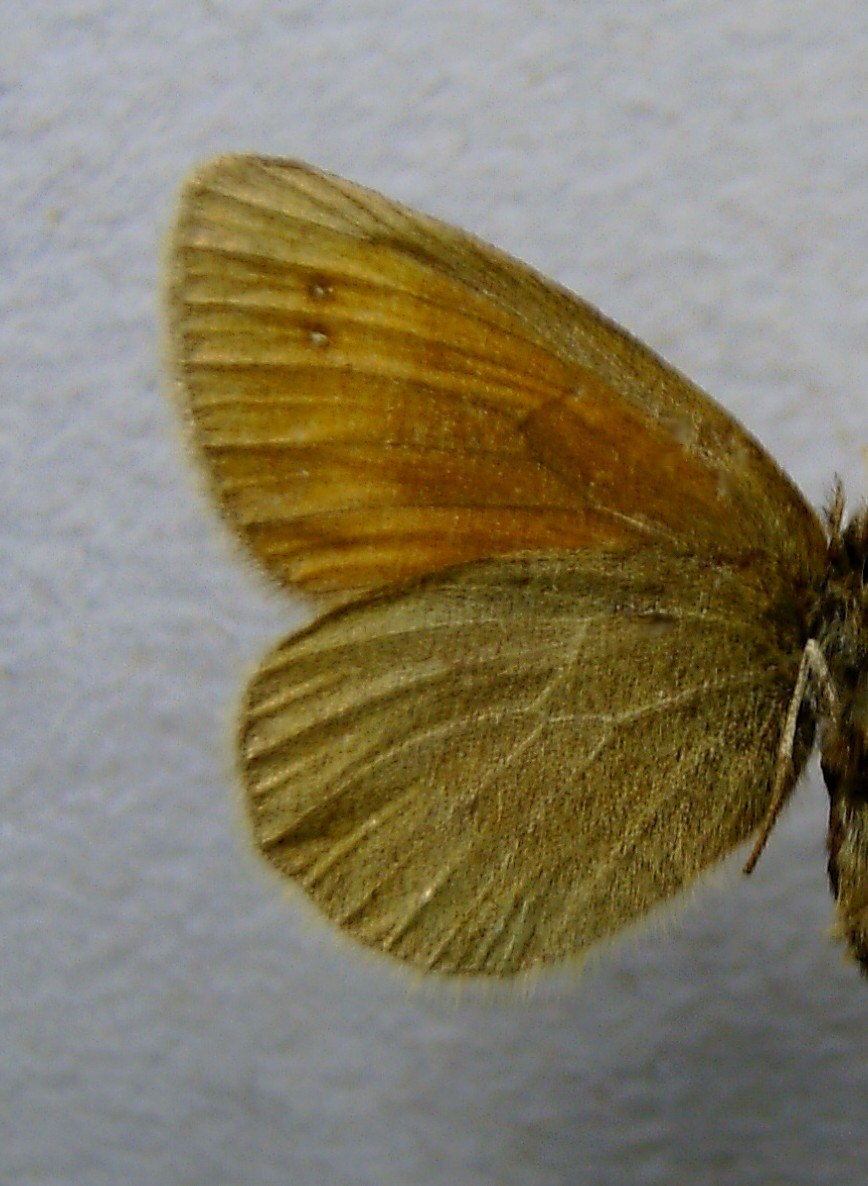
Erebia claudina aljának
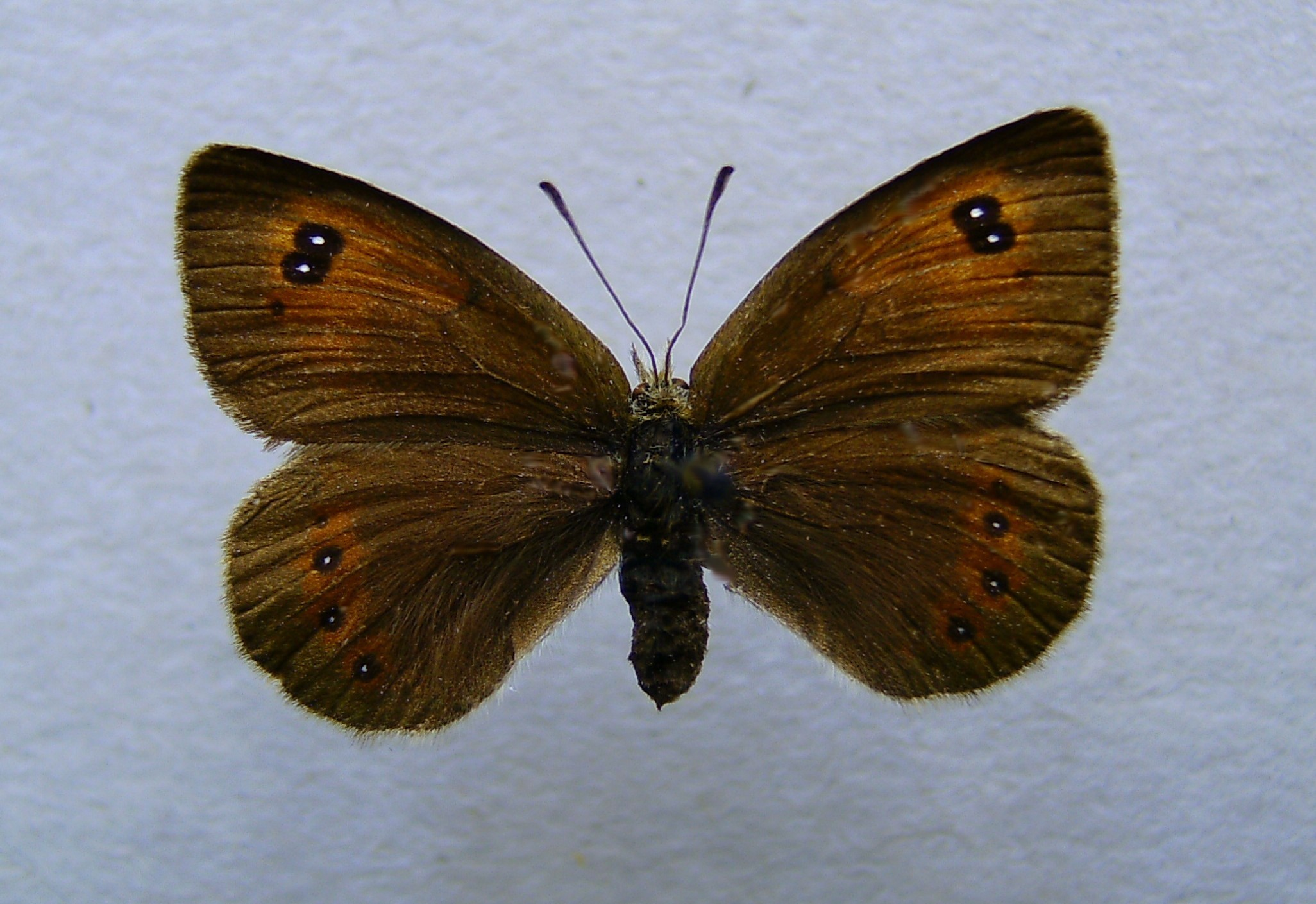
Erebia cassioides
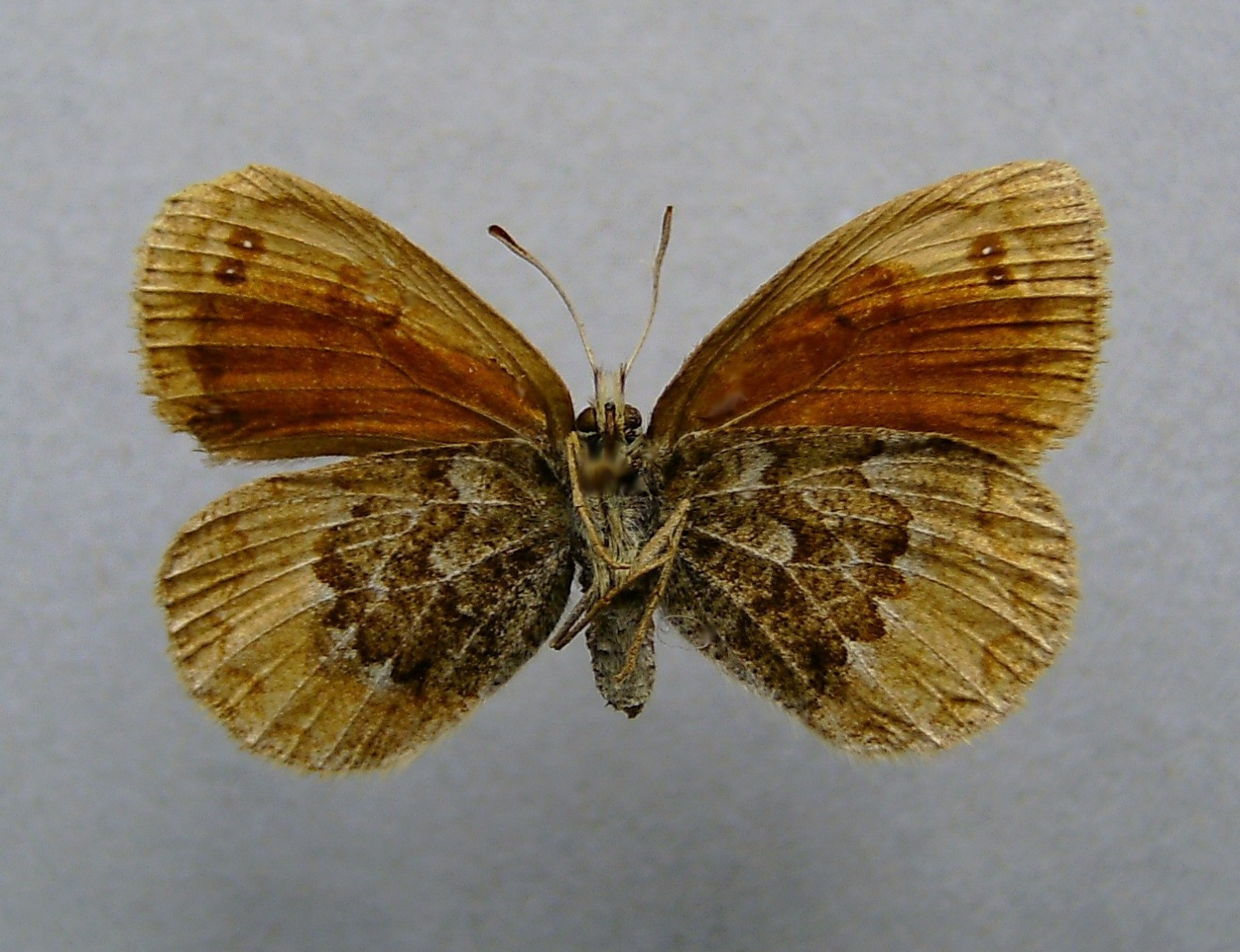
Erebia cassioides aljának ♀
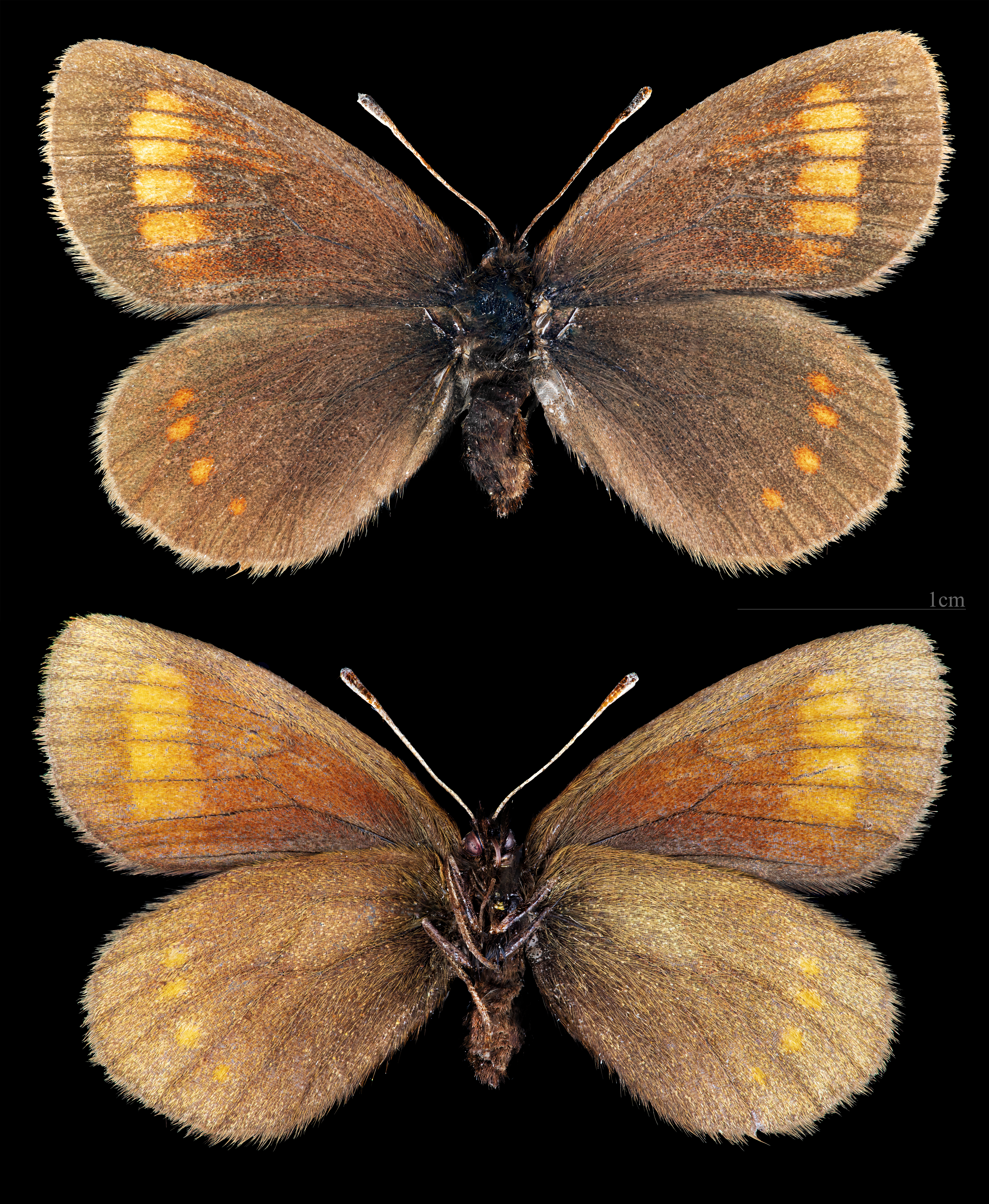
Erebia pharte  ♀
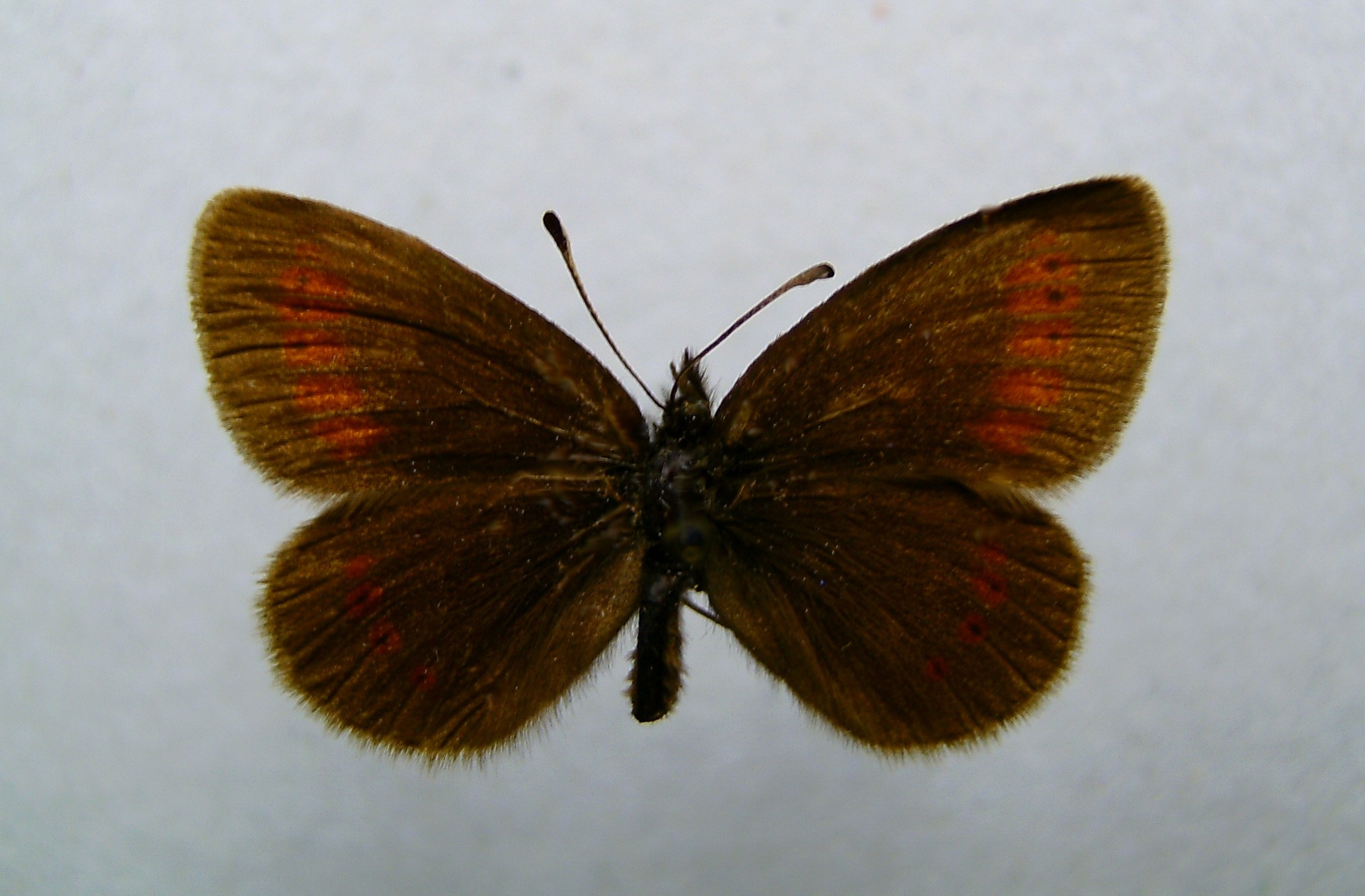
Erebia melampus
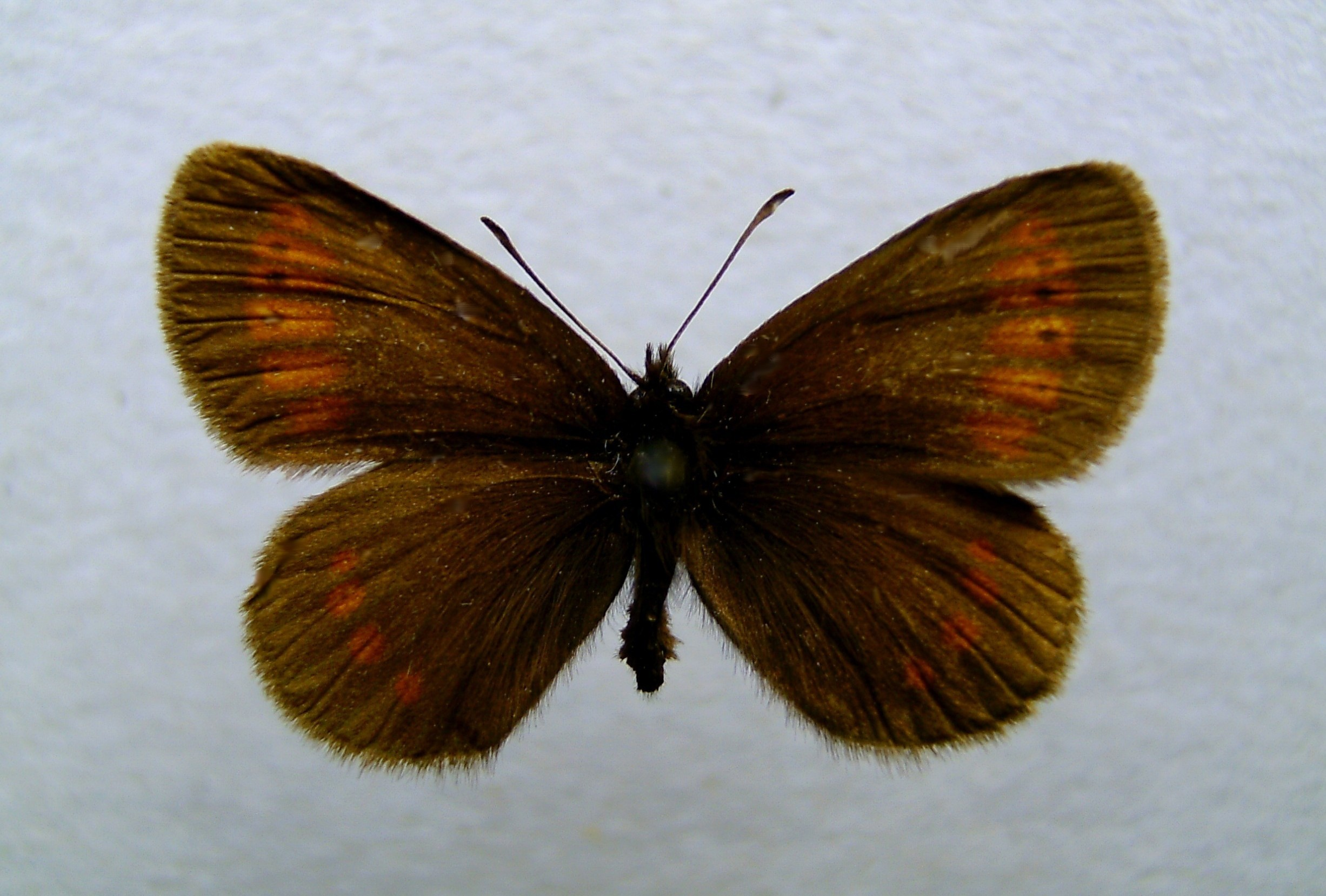
Erebia sudetica
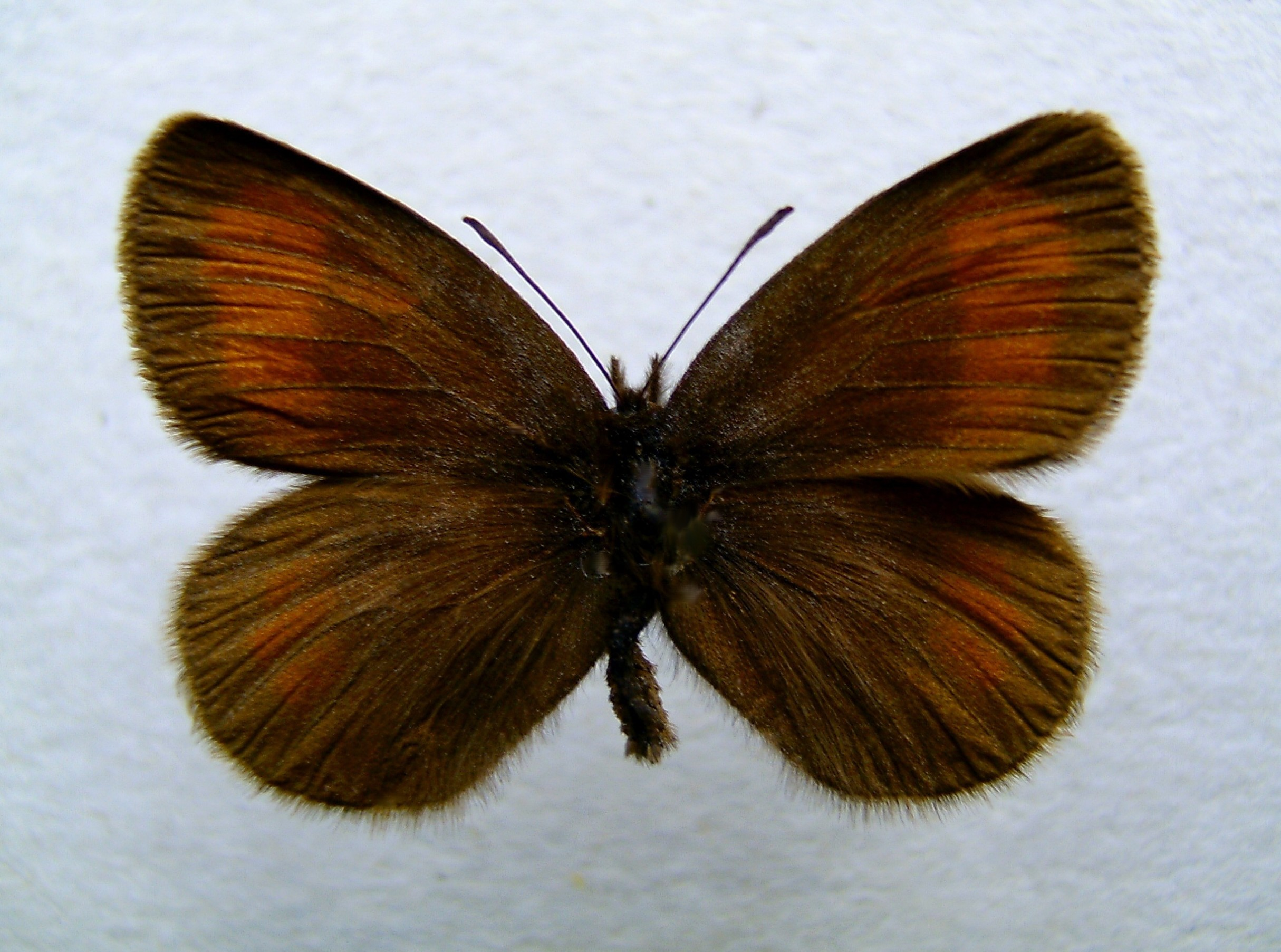
Erebia mnestra
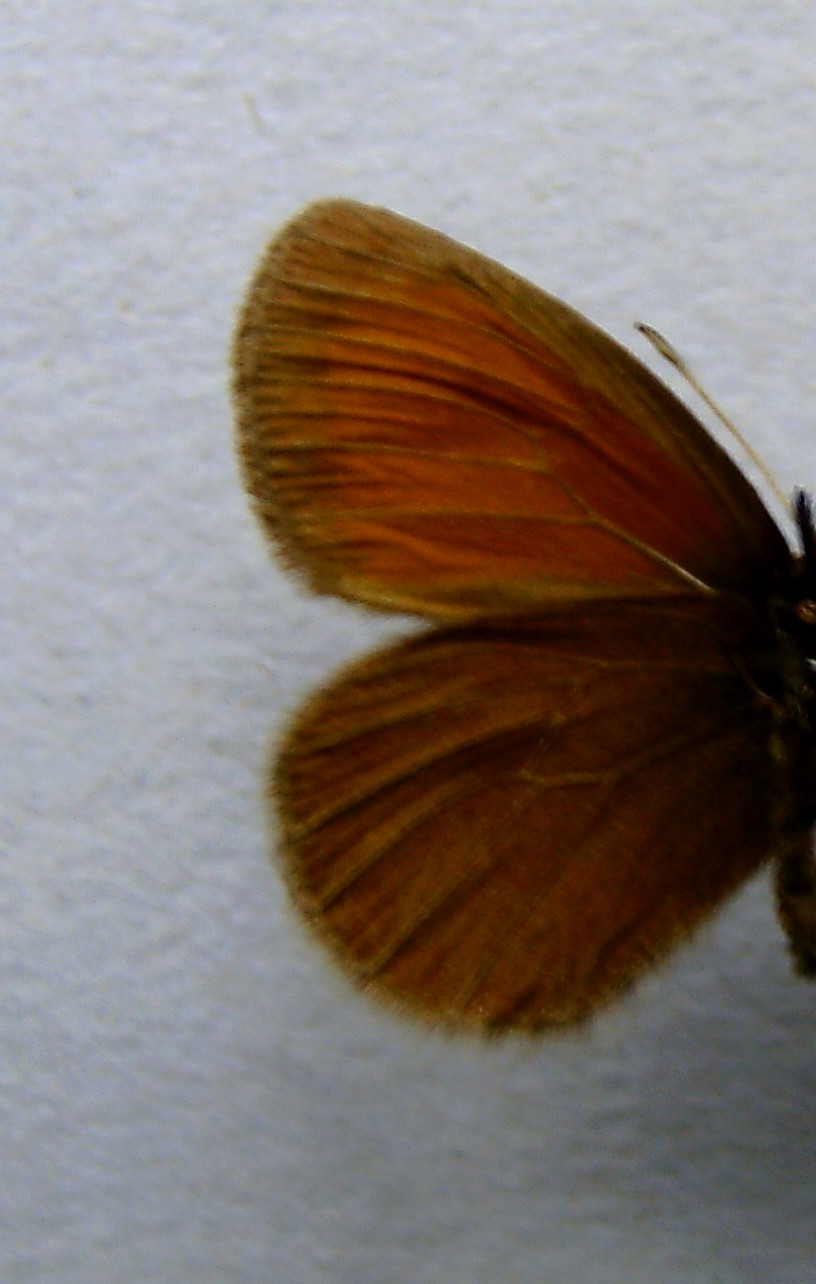
Erebia mnestra aljának
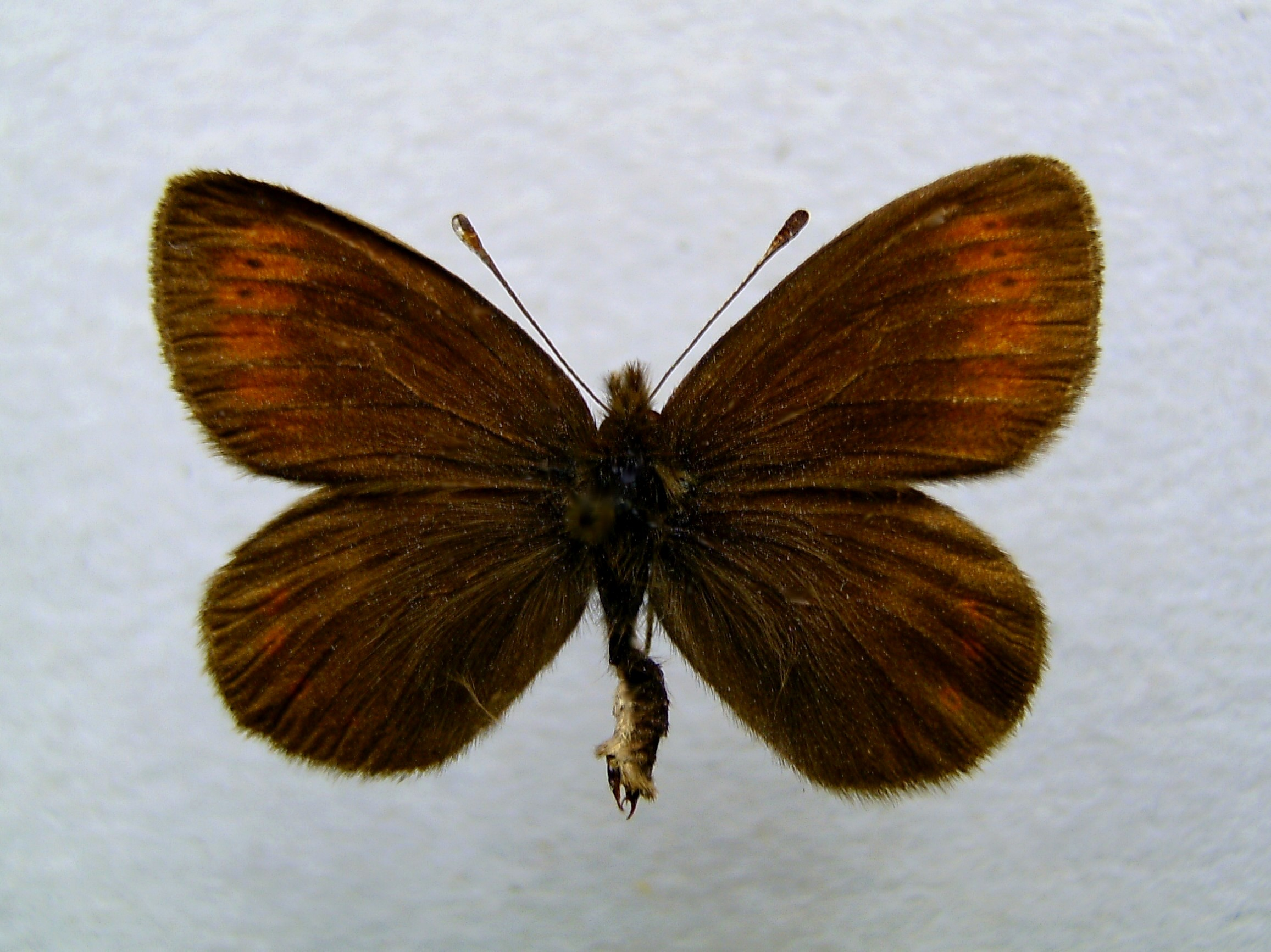
Erebia christi
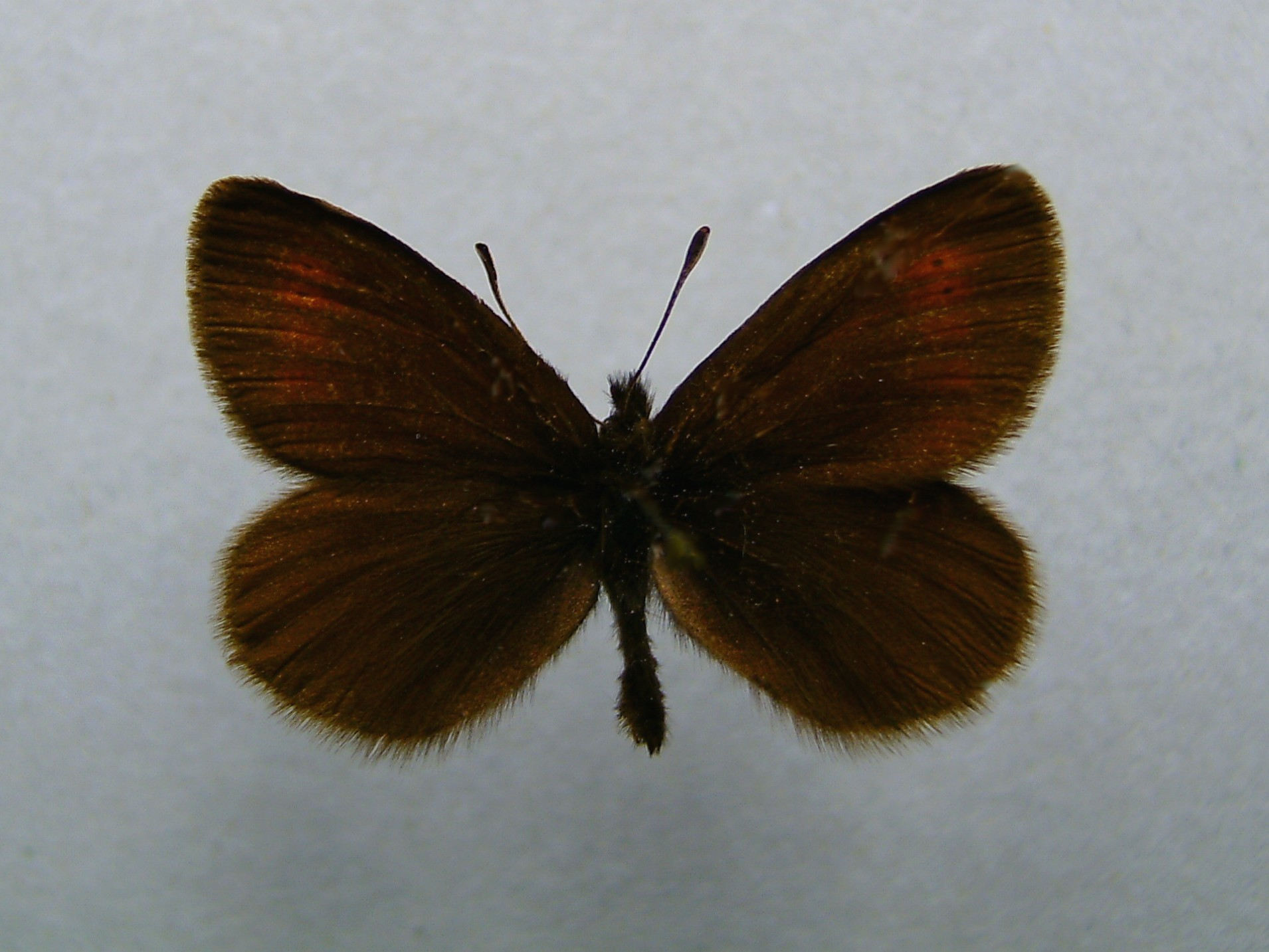
Erebia eryphile
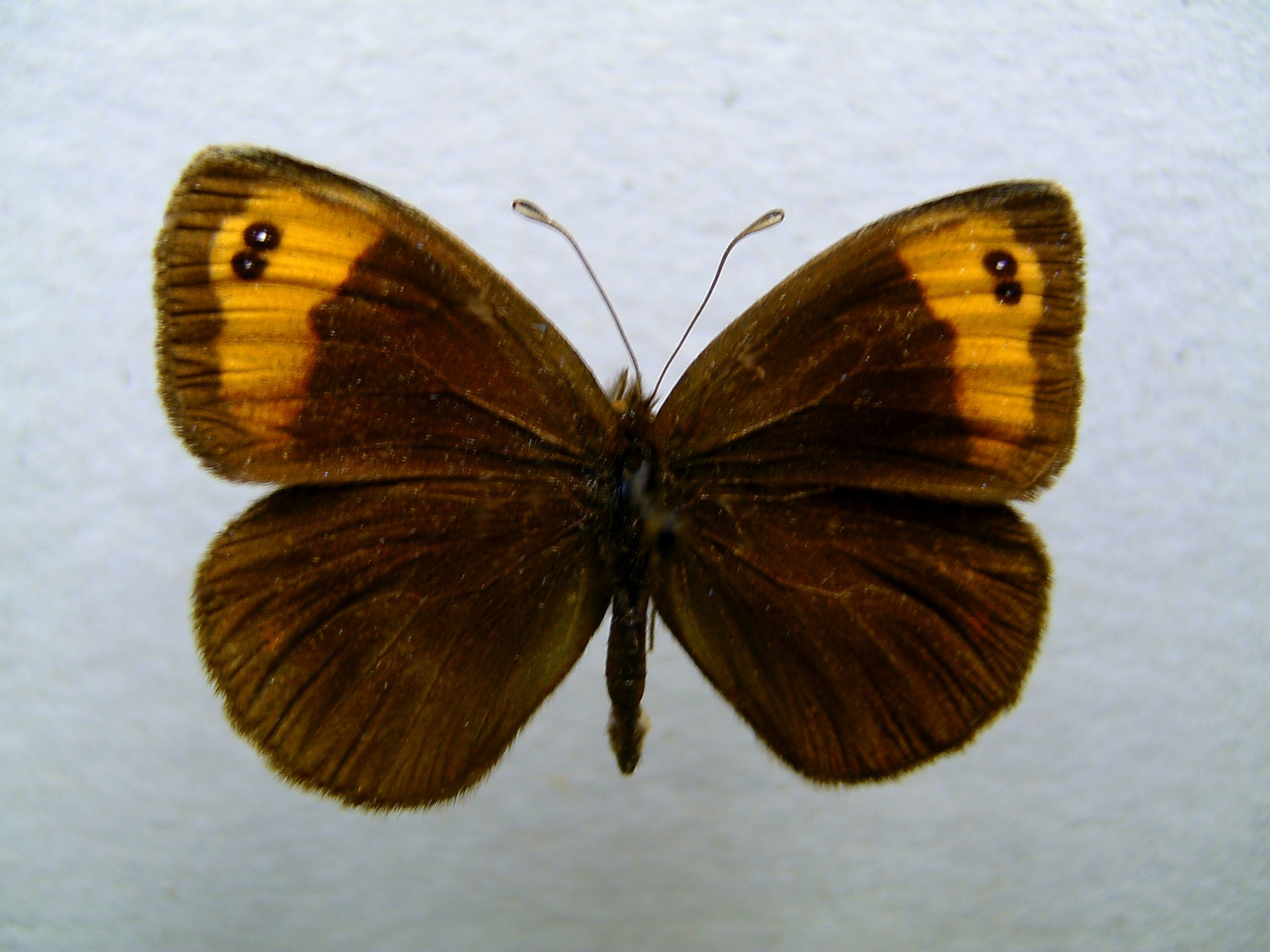
Erebia zapateri
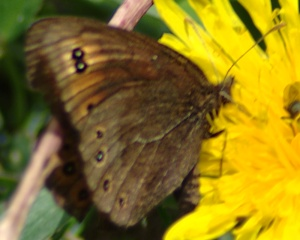
Erebia episodea
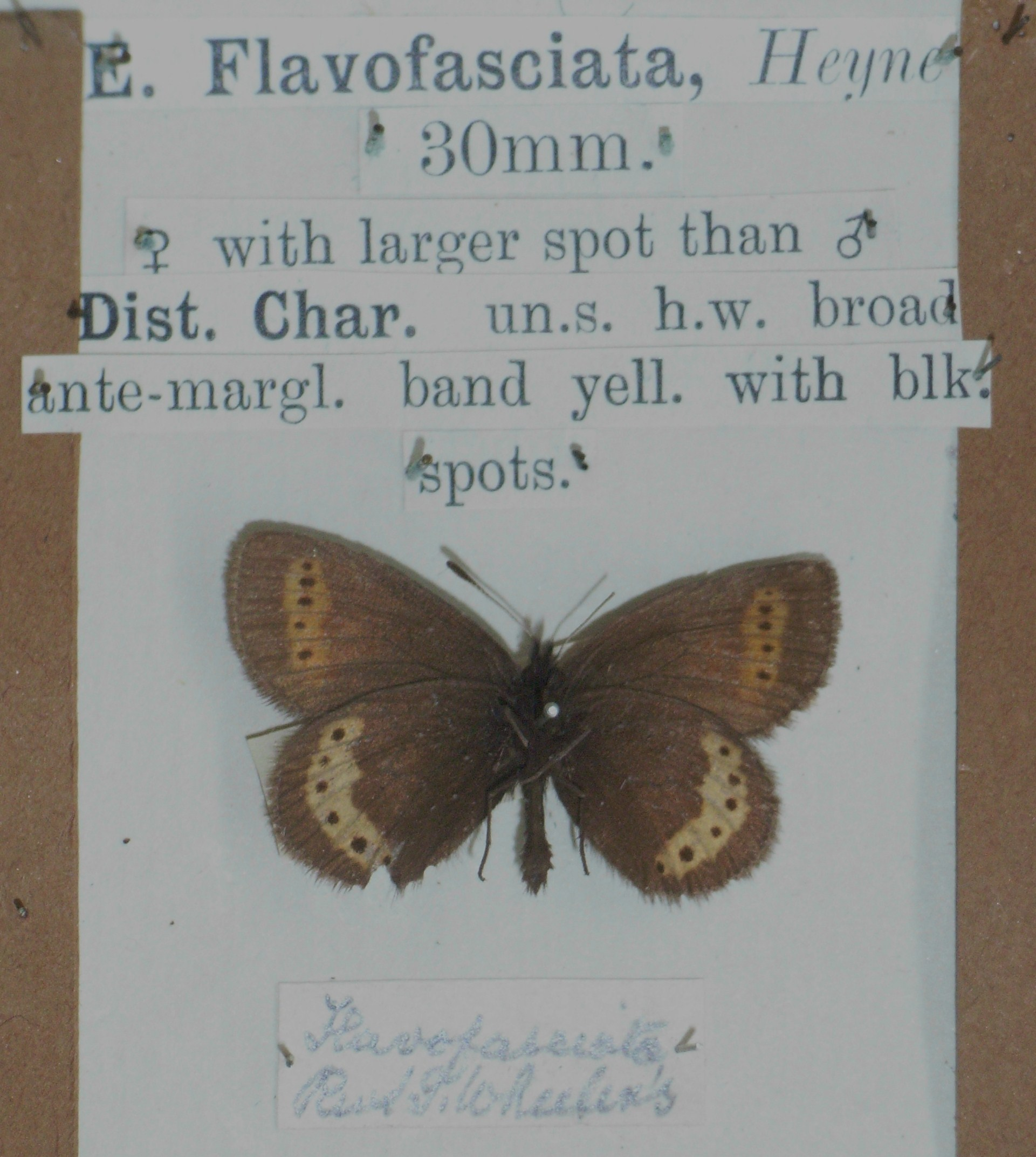
Erebia flavofasciata
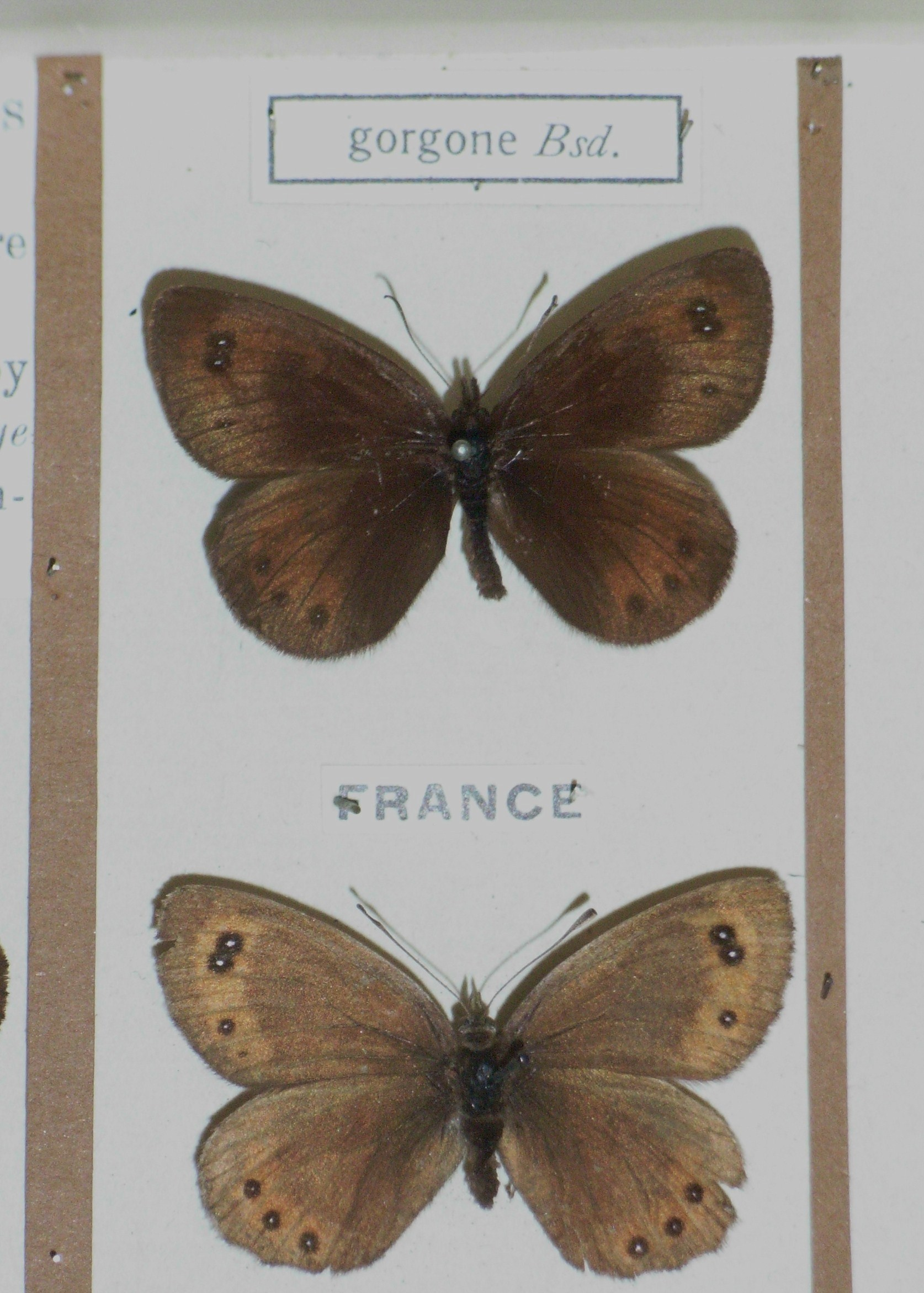
Erebia gorgone
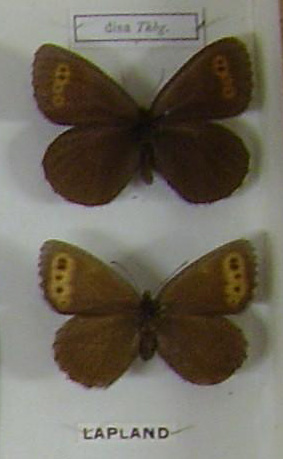
Erebia disa
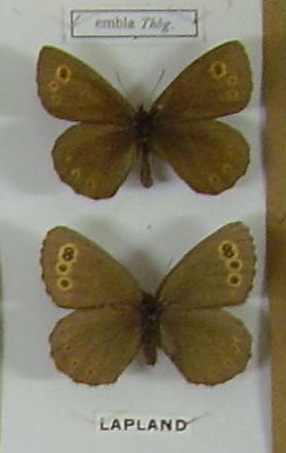
Erebia embla
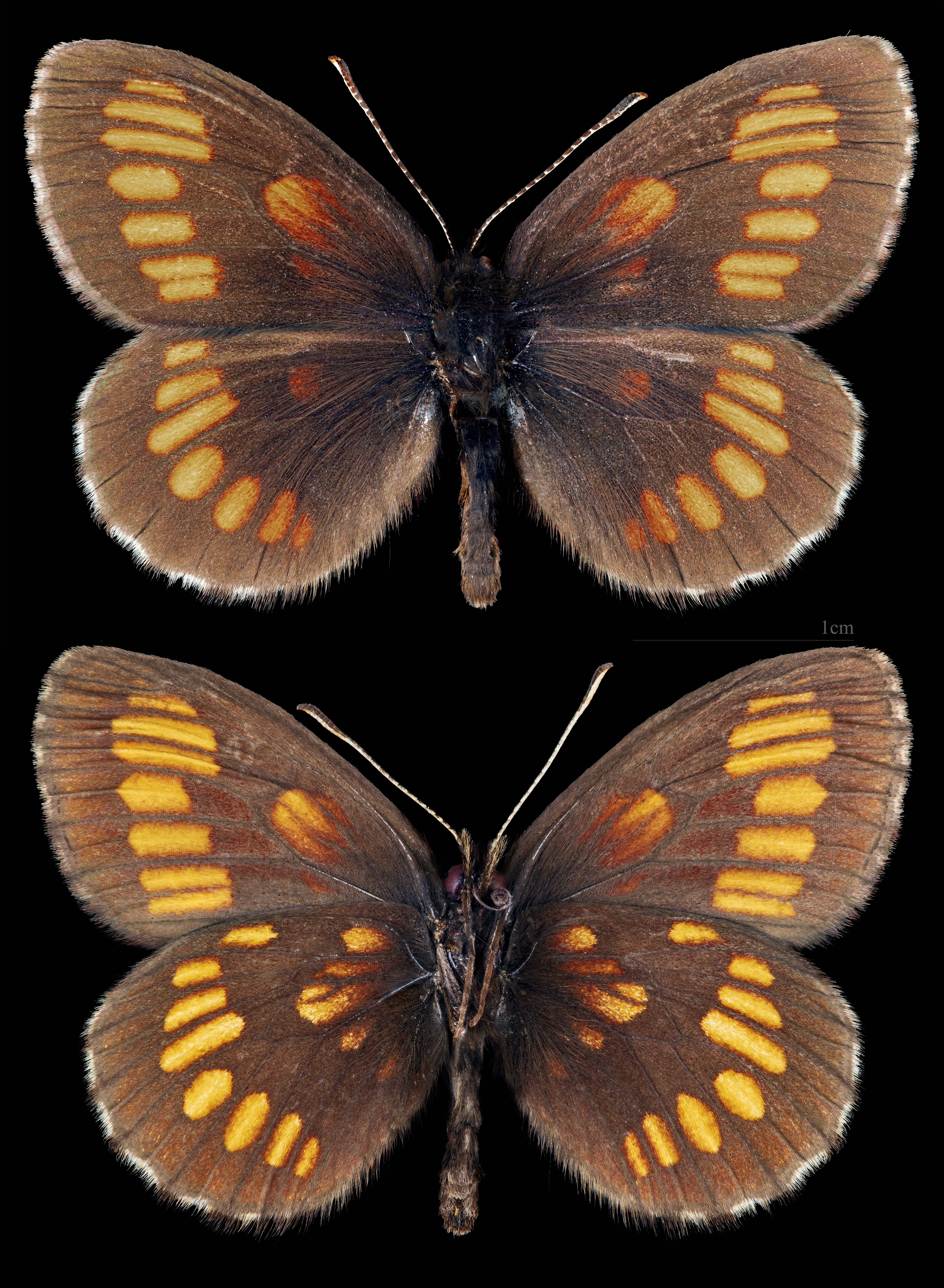
Erebia theano ♂
Erebia triarius ♂